# Линейные корабли типа «Норт Кэролайн»
Линейные корабли типа «Норт Кэролайн» — проект линейных кораблей ВМС США. Первые американские линкоры, построенные после окончания действия Вашингтонского договора. Всего было построено два корабля — «Норт Кэролайн» и «Вашингтон».
Линкоры проектировались в рамках ограничений Лондонского соглашения 1936 года — максимальный калибр орудий 356 мм, водоизмещение 35 000 длинных тонн. Первоначальный проект предполагал вооружение из двенадцати 356-мм орудий. Япония не присоединилась к финальному протоколу Лондонского соглашения, после чего договорное ограничение калибра было увеличено до 406 мм. На этом основании в проект были внесены изменения и вооружение изменено на девять 406-мм орудий. Уровень бронирования остался соответствующим противодействию 356-мм снарядам.
Линкоры получили мощную батарею из двадцати 127-мм орудий. В годы войны неудачные 28-мм зенитные автоматы были заменены на 40-мм «Бофорсы» и 20-мм «Эрликоны». На Тихом океане основной ударной силой становились авианосцы. Поэтому благодаря хорошей защищенности и мощной зенитной артиллерии американские линкоры чаще привлекались для задач обеспечения ПВО авианосных соединений, чем для боев с японскими артиллерийскими кораблями. К концу войны линкоры привлекались к обстрелу береговых целей.
Оба линкора часто использовались в многочисленных боевых операциях на Тихом океане. Прошли всю Вторую мировую войну, получив каждый больше десяти боевых звёзд. После войны выведены в резерв. «Вашингтон» списан и разделан на металл, а «Норт Кэролайн» превращена в музейный корабль на мемориале в Уилмингтоне.

## История проектирования
Вашингтонский договор 1922 года существенно ограничил рост военно-морских вооружений. По условиям договора стандартное водоизмещение новых линкоров ограничивалось 35 000 длинных тонн, а главный калибр ограничивался 406 мм. Объявлялись «линкорные каникулы» — ведущие мировые державы — Британия, США и Япония получали возможность построить новые корабли не ранее 1930 года. Ограничивались общий тоннаж флотов и число линкоров с 406-мм орудиями. В обмен на возможность для Великобритании построить «Родней» и «Нельсон» Япония получила право достроить «Нагато» и «Муцу», а США — три линкора типа «Колорадо». Японии пришлось отказаться от амбициозной программы постройки линейного флота «8×8», а США пустили на слом строящиеся дредноуты типа «Саут Дакота» — стандартное водоизмещение 43 900 т, главный калибр 12×406 мм/50, скорость 23 узла, бронирование борта 343 мм.
Лондонским соглашением 1930 года «линкорные каникулы» были продлены до 31 декабря 1936 года, поэтому Генеральный Совет флота (англ. General Board of the United States Navy) начал проектные исследования быстроходных линкоров программы 1937 года только в мае 1935 года. 11 июля была заказана разработка трёх проектов быстроходных линкоров — А, В и С. В требованиях к ним содержались батарея из 127-мм универсальных орудий, 30-узловая максимальная скорость и дальность хода в 15 000 миль на 15 узлах. Противоторпедная защита должна была рассчитываться на противостояние взрыву 317 кг (700 фунтов) ТНТ. При этом пошли на снижение требований — контрактную скорость корабли должны были развить при половинном запасе топлива, а не полном, как на предыдущих линкорах.
|  |

В схеме А три трёхорудийные башни располагались в носу, в схеме В и С башни располагались по линейно-возвышенной схеме — по две в носу и корме. В варианте В это были 356-мм трехорудийные установки, в варианте С — двухорудийные калибра 406 мм. Рассматривались варианты турбоэлектрической трансмиссии или одно- и двухступенчатых турбозубчатых агрегата. Но, из-за ограничений по весу, от более тяжёлого турбоэлектрического варианта отказались. Для повышения живучести машинная установка размещалась эшелонированно. Проект А был более легкобронированным — пояс 292 мм, палуба 114 мм. У вариантов В и С — борт 336,5 мм, палуба 133 мм. При противостоянии американскому 356 мм 634-кг снаряду для первого это давало зону свободного маневрирования (ЗСМ) 22—27 тыс. ярдов (20,1—24,7 км), а для вторых — 19 и 30 тыс. ярдов (17,3—27,4 км). Защита от 406-мм снарядов требовала как минимум 419-мм пояса и 157,5-мм палубы, что было невозможно реализовать в договорном водоизмещении. Но после принятия на вооружение более тяжёлого 680-кг 356-мм снаряда потребовали пересчитать защиту под него при соблюдении той же ЗСМ, получив варианты А1, В1 и С1. Только вариант А вкладывался в договорной лимит водоизмещения 35 000 дл. т. Варианты В и С значительно его превышали, это показало, что обеспечить требования стандартных для американского линкора вооружения и бронирования в комбинации с потребной скоростью хода, невозможно. Генеральный Совет обратился в военно-морской колледж с просьбой ответить, какой линкор выбрать — традиционный 23-узловой с мощным бронированием и вооружением из 406-мм орудий или же быстроходный по одному из вариантов А, В или С.
| Проекты 1934 года | Проекты 1934 года                | Проекты 1934 года           | Проекты 1934 года | Проекты 1934 года | Проекты 1934 года | Проекты 1934 года | Проекты 1934 года                   |
| Проект            | Стандартное водоизмещение, дл. т | Полное водоизмещение, дл. т | Длина, м          | Вооружение, ГК    | Пояс, мм          | Палуба, мм        | Мощность ЭУ, л. с. (скорость, узлы) |
| ----------------- | -------------------------------- | --------------------------- | ----------------- | ----------------- | ----------------- | ----------------- | ----------------------------------- |
| A                 | 32 450                           | 35 615                      | 218               | 9×356-мм          | 293               | 114               | 160 000 (30)                        |
| A1                | 34 500                           | 37 365                      | 218               | 9×356-мм          | 343               | 114               | 166 500 (30)                        |
| B                 | 36 800                           | 39 730                      | 218               | 12×356-мм         | 336               | 133               | 180 000 (30,5)                      |
| B1                | 39 550                           | 41 930                      | 218               | 12×356-мм         | 381               | 133               | 200 000 (30,5)                      |
| C                 | 36 500                           | 39 430                      | 218               | 8×406-мм          | 336               | 133               | 180 000 (30,5)                      |
| C1                | 39 500                           | 41 980                      | 218               | 8×406-мм          | 381               | 133               | 200 000 (30,5)                      |

Тем временем в ответ на попытки британцев утвердить новым соглашением лимиты линкоров в 25 000 длинных тонн с 305-мм орудиями американцы рассмотрели ряд «оборонительных проектов» — линкоров малого водоизмещения. Все они получились слишком слабыми с точки зрения вооружения и бронирования и в лучшем случае могли рассчитывать на возможность уйти от противника. Поэтому бюро конструирования (англ. Bureau of Construction and Repair) (БКР) вернулось к проработке 35 000-т линкоров.
| Оборонительные проекты | Оборонительные проекты           | Оборонительные проекты      | Оборонительные проекты | Оборонительные проекты | Оборонительные проекты | Оборонительные проекты | Оборонительные проекты              |
| Проект                 | Стандартное водоизмещение, дл. т | Полное водоизмещение, дл. т | Длина, м               | Вооружение, ГК         | Пояс, мм               | Палуба, мм             | Мощность ЭУ, л. с. (скорость, узлы) |
| ---------------------- | -------------------------------- | --------------------------- | ---------------------- | ---------------------- | ---------------------- | ---------------------- | ----------------------------------- |
| 1                      | 23 500                           | 24 033                      | 165                    | 8×305-мм               | 267                    | 82,5                   | 57 500 (23)                         |
| 3                      | 29 000                           | 31 300                      | 168                    | 8×305-мм               | 356                    | 133                    | 67 500 (23)                         |
| 4                      | 32 500                           | 34 985                      | 201                    | 8×305-мм               | 356                    | 133                    | 180 000 (30)                        |
| 5                      | 32 500                           | 34 985                      | 201                    | 6×356-мм               | 356                    | 133                    | 180 000 (30)                        |

В сентябре 1935 года бюро конструирования представило пять новых вариантов — D, E, F, G и H. В качестве одной из мер экономии приняли решение уменьшить высоту бронепояса. Высокий 5,33-м пояс требовался для компенсации уменьшения осадки при расходе топлива. Его решили ограничить высотой 4,72 м, а изменение осадки компенсировать закачкой в балластные цистерны забортной воды. Проекты D и E были наследниками проработок 1933—1934 года — 35 000-т линкоры со скоростью хода 23 узла. G имел ЗСМ против 356-мм снарядов от 22 до 27 тыс. ярдов и вооружение из девяти 356-мм. Вариант H был наиболее предпочтительным — с тем же вооружением и бронированием, обеспечивающим ЗСМ от 22 до 30 тыс. ярдов, но он не удовлетворял требованиям по скорости. Варианты D и E были мощными кораблями с 30-ти узловым ходом, бронированием, рассчитанным под ЗСМ для 406-мм снарядов на дистанциях 19—30 тыс. ярдов, и с вооружением из 406-мм орудий. Но их стандартное водоизмещение превысило 40 000 дл. тонн. Наиболее альтернативным был проект F — гибрид с вооружением из двух четырёхорудийных 356-мм башен в корме и 10 самолётов и 3 катапульт в носовой части.
| Проекты 1935 года | Проекты 1935 года                | Проекты 1935 года           | Проекты 1935 года | Проекты 1935 года | Проекты 1935 года | Проекты 1935 года | Проекты 1935 года                   |
| Проект            | Стандартное водоизмещение, дл. т | Полное водоизмещение, дл. т | Длина, м          | Вооружение, ГК    | Пояс, мм          | Палуба, мм        | Мощность ЭУ, л. с. (скорость, узлы) |
| ----------------- | -------------------------------- | --------------------------- | ----------------- | ----------------- | ----------------- | ----------------- | ----------------------------------- |
| D                 | 40 500                           | 43 730                      | 229               | 9×406-мм          | 432               | 158               | 184 000 (30,5)                      |
| E                 | 40 500                           | 43 730                      | 229               | 8×406-мм          | 432               | 158               | 184 000 (30,5)                      |
| F                 | 31 750                           | 34 082                      | 207               | 8×356-мм          | 343               | 114               | 160 000 (30)                        |
| G                 | 31 500                           | 33 950                      | 180               | 9×356-мм          | 343               | 114               | 65 000 (23)                         |
| H                 | 32 500                           | 34 750                      | 183               | 9×356-мм          | 381               | 133               | 65 100 (23)                         |

|  |

Стало очевидно, что в 35 000-т водоизмещении можно создать либо легко вооружённый и легкобронированный 30-узловой линкор, либо менее быстроходный, но с более адекватным бронированием и водоизмещением. Следующие пять проектов J, J1, K, L и M, представленные к рассмотрению 8 октября 1935 года, стали попыткой модернизации проектов A, B и C. J и J1 стали последней попыткой вписать четыре башни ГК в 35 000-тонное водоизмещение, за счёт уменьшения бронирования. Проект J1 показал, что даже при уменьшении высоты пояса до 4 метров это приводит к уменьшению толщины брони до неприемлемой величины в 203 мм. Поэтому дальше рассматривались трёхбашенные схемы, а для сохранения 12 орудий ГК приступили к проработке четырёхорудийной установки. Вариант К был продолжением схемы А и имел вооружение из трёх трёхорудийных 356-мм орудий и бронирование, обеспечивающее ЗСМ против 356-мм снарядов 19—30 тыс. ярдов. Вариант L имел вооружение из трёх четырёхорудийных установок, за счёт ослабления бронирования. В вариантах К и L все три башни находились в носу. Вариант М представлял собой модификацию варианта L с переносом одной башни в корму. Для вариантов L и M было признано весьма вероятным не уложиться в договорное водоизмещение, поэтому в дальнейшую работу пошёл вариант К.
| Проекты 1935 года | Проекты 1935 года                | Проекты 1935 года           | Проекты 1935 года | Проекты 1935 года | Проекты 1935 года | Проекты 1935 года | Проекты 1935 года                   |
| Проект            | Стандартное водоизмещение, дл. т | Полное водоизмещение, дл. т | Длина, м          | Вооружение, ГК    | Пояс, мм          | Палуба, мм        | Мощность ЭУ, л. с. (скорость, узлы) |
| ----------------- | -------------------------------- | --------------------------- | ----------------- | ----------------- | ----------------- | ----------------- | ----------------------------------- |
| J                 | 37 383                           |                             | 216,4             | 12×356-мм         | 317,5             | 133,35            | 190 000 (30)                        |
| J1                | 35 000                           |                             | 216,4             | 12×356-мм         | 203,2             | 133,35            | 170 000 (30)                        |
| K                 | 35 000                           |                             | 216,4             | 9×356-мм          | 381               | 133,35            | 170 000 (30,5)                      |
| L                 | 35 045                           |                             | 216,4             | 12×356-мм         | 317,5             | 114,3             | 170 000 (30)                        |

15 ноября 1935 года были рассмотрены пять детальных проектов, получивших обозначение по римским цифрам — от I до V. Проекты I и II были развитием проекта К. Более детальные расчеты схемы I показали, что для попадания в лимит водоизмещения толщину пояса придется уменьшить до 311 мм и возникают проблемы с размещением ЭУ мощностью в 165 000 л. с. в пределах ПТЗ в кормовой части. В проекте II при переносе одной башни назад возникали проблемы с размещением её в кормовой части из-за увеличившихся габаритов. Водоизмещение при этом выходило за пределы 35 000 т. Поэтому на схеме IIа толщину пояса также уменьшили до 324 мм, а палубы — до 127 мм. При этом пришлось пожертвовать и длиной цитадели — 63,8 % длины корпуса против 68 % на «Колорадо». Для сокращения длины паропроводов в этих проектах котлы размещались в четырёх центральных отделениях, а турбинные размещались по краям. Из-за этого два средних котельных отделения пришлось поднять для прокладки под ними центральной палубы валов, и они не имели над собой противоосколочной палубы.
В схеме III решено было более рационально перераспределить бронирование. Пояс получал наклон наружу в 10°, что при обеспечении ближней границы ЗСМ в 19 тыс. ярдов позволяло уменьшить его толщину на 35 мм. Несмотря на чуть большую высоту (для сохранения той же высоты вертикальной проекции наклонный пояс должен быть шире вертикального) это экономило 260 дл. т., 240 дл. т также экономилось за счёт использования 5° наклона барбетов. Ещё 66 дл. т давала экономия на массе корпуса при уменьшении межпалубных пространств на 76 мм. Наклонный пояс создал ещё одну проблему. Максимальная ширина американских линкоров лимитировалась Панамским каналом. Поэтому при продолжении наклонной борта вниз получалась слишком малая ширина ПТЗ. Для решения этой проблемы пришлось использовать були — это увеличивало ширину ПТЗ по сравнению с предыдущими проектами и оставить пять ПТП. Масса при этом возрастала на 200 дл. т, которые пришлось экономить в других местах. Наиболее радикальным было изменение палубного бронирования. Верхняя палуба получила бронирование из 38 мм STS. Считалось, что эта палуба будет взводить взрыватели бронебойных бомб и снарядов. Толщина главной броневой палубы была уменьшена. При этом она получила разную толщину по ширине. Только 4-метровый ближайший к борту участок, куда снаряд падал, не встречаясь с верхней палубой, выполнялся из плит толщиной 127 мм. Дальше толщина уменьшалась на расстоянии 3,3 м её толщина была 114 мм, а в центральной части уменьшалась до 91,5 мм. Наклонные пояса, були и верхняя бронированная палуба применялись дальше на всех последующих проектах.
Отказавшись от требования иметь аварийный выход из башни в кормовой части, высоту пола установки над палубой удалось значительно снизить, сэкономив на барбетах 150 дл. т. На схеме IV увеличили длину корпуса по сравнению с предыдущими типами — с 710 до 725 футов (221 м). Требуемая мощность снижалась на 10 000 л. с. и даже при росте массы корпуса общая экономия составляла 47 дл. т. Но при этом ухудшалась маневренность и подводная защита из-за менее глубокой ПТЗ. Поэтому более адекватным был признан всё же более короткий 216 м (710 футов) корпус.
Схема V была выполнена с восемью 406-мм/45 орудиями, на которых продолжало настаивать бюро вооружений. За счёт снижения скорости до 27 узлов была улучшена защита. Корпус был самым коротким из рассмотренных. Этот вариант имел ЗСМ против 406-мм снарядов от 18 300 до 27 400 м, правда цитадель составляла лишь 61 % от длины корабля. В декабре 1935 года был рассмотрены варианты с двумя трёхорудийными башнями в носу и одной двухорудийной в корме и с двумя четырёхорудийными башнями в оконечностях. Несмотря на недостаточную защиту 3 января 1936 года для дальнейшей проработки генеральным советом был выбран вариант IV.
| Проект | Дата       | Стандартное водоизмещение, дл. т | Полное водоизмещение, дл. т | Длина, м | Вооружение, ГК | Пояс, мм (угол наклона) | Палуба, мм | Мощность ЭУ, л. с. (скорость, узлы) |
| ------ | ---------- | -------------------------------- | --------------------------- | -------- | -------------- | ----------------------- | ---------- | ----------------------------------- |
| I      | 15.11.1935 | 35 000                           | 42 050                      | 216,7    | 9×356-мм       | 311                     | 133        | 165 000 (30)                        |
| II     | 15.11.1935 | 35 743                           | 42 050                      | 216,7    | 9×356-мм       | 356                     | 133        | 165 000 (30)                        |
| II-A   | 15.11.1935 | 35 000                           | 42 050                      | 216,7    | 9×356-мм       | 324                     | 127        | 165 000 (30)                        |
| III    | 15.11.1935 | 35 000                           | 42 050                      | 216,7    | 9×356-мм       | 308(10°)                | 91,5-127   | 165 000 (30)                        |
| IV     | 15.11.1935 | 35 000                           | 42 050                      | 221      | 9×356-мм       | 308(10°)                | 91,5-127   | 165 000 (30)                        |
| IV-A   | 10.04.1936 | 35 000                           | 42 050                      | 221      | 9×356-мм       | 308(10°)                | 104-140    | 165 000 (30)                        |
| IV-B   | 10.04.1936 | 35 000                           | 42 044                      | 221      | 9×356-мм       | 308(10°)                | 104-140    | 155 000 (30)                        |
| IV-C   | 10.04.1936 | 35 000                           | 42 050                      | 221      | 9×356-мм       | 308(10°)                | 104-140    | 155 000 (30)                        |
| V      | 15.11.1935 | 35 000                           | 41 922                      | 221      | 8×406-мм       | 394                     | 160        | 130 000 (27)                        |

25 марта 1936 года было подписано Лондонское соглашение, что приводило к рассмотрению дальнейших проектов только с 356-мм орудиями.
|  |

Были уточнены требования. Скорость 30 узлов, дальность 15 000 миль на 15 узлах, ЗСМ от новых 356-мм снарядов 17 400 м — 27 400 м, 16 127-мм орудий, два счетверенных 28-мм автомата и восемь 12,7 мм пулемётов. В марте 1936 года количество 127-мм стволов увеличили до 20. В вариантах VIA и VIB опять вернулись к расположению орудий главного калибра по линейно-возвышенной схеме в четырёх двухорудийных башнях. Также рассматривался «традиционный» линкор схемы VII с 4х3х356 мм и скоростью 22 узла и «промежуточный» по схеме VIII с десятью 356-мм орудиями. Но основные усилия были сосредоточены на рассмотрении 30-узловых вариантов IVA — IVС. Неприятной неожиданностью стала большая пробивная способность старого 356-мм снаряда по палубной броне — более медленный снаряд падал под большим углом. Поэтому несмотря на увеличение толщины палуб, дальняя граница зоны неуязвимости осталась той же. Основной проблемой была необходимость уложится в ограничения по весу при итак уже плотной исходной компоновке. Схема VIA осталась с шестью 127-мм спарками. А для установки дополнительных 127-мм орудий пришлось отказаться от установки 28-мм автоматов. В схемах IVВ 127-мм орудия разместили в восьми спарках, а в схеме IVС — в шести спарках и восьми одиночных установках. В последней правда для компенсации возросшего веса установок боезапас на ствол снизили с 500 до 450 выстрелов. Ещё одним нововведением стал плавный скос корпуса в месте перехода полубака в шканцы. За счет снижения высоты борта в кормовой части на одну палубу существенно снижалась масса корпуса.
| Проект | Дата       | Стандартное водоизмещение, дл. т | Полное водоизмещение, дл. т | Длина, м | Вооружение, ГК | Пояс, мм (угол наклона) | Палуба, мм | Мощность ЭУ, л. с. (скорость, узлы) |
| ------ | ---------- | -------------------------------- | --------------------------- | -------- | -------------- | ----------------------- | ---------- | ----------------------------------- |
| VI-A   | 10.04.1936 | 35 000                           |                             | 221      | 8×356-мм       | 251(10°)                | 104-140    | 155 000 (30)                        |
| VI-B   | 10.04.1936 | 35 000                           |                             | 211      | 8×356-мм       | 339(10°)                | 104-140    | 116 000 (26,5)                      |
| VII    | 10.04.1936 | 35 000                           |                             | 195      | 12×356-мм      | 308(10°)                | 104-140    | 50 000 (22)                         |
| VIII   | 10.04.1936 | 35 000                           |                             | 211      | 10×356-мм      | 308(10°)                | 104-140    | 116 000 (26,5)                      |

Бюро конструирования жаловалось на то, что от него требуют получить эквивалент британского «Худа» в водоизмещении на 5—6 тысяч тонн меньше. В попытках обеспечить такую экономию веса в проектах IXA, В и С были использованы четырёхорудийные башни — по одной в оконечностях. На проекте IXС удалось даже довести количество 127-мм орудий до 20. В проекте IXD за счёт отказа в некоторых местах от противоосколочной палубы и боезапаса вспомогательной артиллерии увеличили толщину главной палубы. В проекте IXE две четырёхорудийные башни были расположены в носовой части, что привело к росту веса барбета возвышенной башни. Все эти проекты были 30-узловыми с длиной корпуса 725 футов. И хотя по расчётам они вкладывались в отведённый лимит водоизмещения, все они были признаны неудовлетворительными.
Совет флота решил снизить свои требования к скорости, и к 15 мая был подготовлен ряд проектов со скоростью 27 узлов и с улучшенным бронированием. Мощность механизмов и длина корпуса уменьшались. На схеме XA ценой снижения скорости до 26,8 узлов количество орудий ГК довели до десяти. В схеме с тремя трёхорудийными башнями одна носовая была заменена на четырёхорудийную. Схема XIA стала её развитием. Для достижения 27 узловой скорости длина корпуса возрастала до 706 футов, но из-за этого толщина пояса падала с 366 до 320 мм. Схемы ХВ и XIB были с тремя трёхорудийными башнями. На схеме XII за счёт снижения скорости до 26,6 узлов увеличили бронирование.
Бронирование проекта XII было признано удачным и дальше продолжился поиск пути увеличения скорости. В схемах XII и XIV вернули длину корпуса в 725 футов. При мощности механизмов в 123 000 л. с. это давало скорость в 28,5 узлов. В этих проектах отказались от требования возможности стрелять носовой башней при нулевом угле возвышения. Это давало экономию веса за счёт снижения высоты барбетов носовой группы башен и боевой рубки. Проект XIII был с тремя трёхорудийными башнями. На схеме XIV, отказавшись от кормового директора и боевой рубки, добавили десятое орудие. В схеме XIIIА за счёт отказа от кормовой боевой рубки мощность довели до 150 000 л. с., получив скорость в 30 узлов. В схеме XIIIB к верхней «противобомбовой» палубе добавили 12,7 мм толщины брони.
| Проект | Дата       | Стандартное водоизмещение, т | Полное водоизмещение, т | Длина, м | Вооружение, ГК | Пояс, мм (угол наклона) | Палуба, мм | Мощность ЭУ, л. с. (скорость, узлы) |
| ------ | ---------- | ---------------------------- | ----------------------- | -------- | -------------- | ----------------------- | ---------- | ----------------------------------- |
| IX-A   | 06.05.1936 | 35 000                       |                         | 221      | 8×356-мм       | 308(10°)                | 104-140    | 155 000 (30)                        |
| IX-B   | 06.05.1936 | 35 000                       |                         | 221      | 8×356-мм       | 339(10°)                | 104-140    | 155 000 (30)                        |
| IX-C   | 06.05.1936 | 35 000                       |                         | 221      | 8×356-мм       | 339(10°)                | 104-140    | 155 000 (30)                        |
| IX-D   |            | 35 000                       |                         | 221      | 8×356-мм       | 333(10°)                | 127-140    | 155 000 (30)                        |
| IX-E   | 19.05.1936 | 35 000                       |                         | 221      | 8×356-мм       | 333(10°)                | 127-140    | 155 000 (30)                        |
| X-A    | 29.05.1936 | 35 000                       |                         | 211      | 10×356-мм      | 333(10°)                | 146        | 112 500 (26,8)                      |
| X-B    |            | 35 000                       |                         | 211      | 9×356-мм       | 339(10°)                | 146        | 116 000 (27)                        |
| XI-A   |            | 35 000                       |                         | 215,6    | 10×356-мм      | 320(10°)                | 146        | 112 500 (27)                        |
| XI-B   |            | 35 000                       |                         | 215,6    | 9×356-мм       | 320(10°)                | 146        | 122 000 (27,5)                      |
| XII    |            | 35 000                       |                         | 205,6    | 9×356-мм       | 375(10°)                | 124-140    | 112 500 (26,6)                      |
| XIII   | 29.05.1936 | 35 000                       |                         | 221      | 9×356-мм       | 330(10°)                | 124-140    | 123 000 (28,5)                      |
| XIII-A |            | 35 000                       |                         | 221      | 9×356-мм       | 330(10°)                | 124-140    | 150 000 (30)                        |
| XIII-B |            | 35 000                       |                         | 221      | 9×356-мм       | 330(10°)                | 124-140    | 123 000 (28,5)                      |
| XIV    | 29.05.1936 | 35 000                       |                         | 221      | 10×356-мм      |                         |            | 123 000 (28,5)                      |

Был проработан проект с 226 м (740 футов) корпусом и 11 356-мм орудиями — две четырёхорудийные башни в оконечностях и одна трёхорудийная возвышенная. При мощности в 123 000 л. с. это давало скорость 29 узлов. Но проект был признан непрактичным, хотя наработки по нему и были использованы в следующей схеме. В серии проектов группы XV были рассмотрены варианты с 9, 10 и 12 орудиями. После их рассмотрения совет флота стал склоняться в пользу выбора более тихоходного линкора с 11 или 12 орудиями. Бюро конструирования получило задачу доработать схемы XV и XVE. В них требовалось 450-тонный запас водоизмещения пустить на усиление бронирования. В проектном задании закладывались следующие требования: скорость 28,5 узлов, вооружение из 11 356-мм и 16 127-мм орудий, зона неуязвимости от 17 400 до 27 400 м (по погребам 30 200 м). Снижались требования по боезапасу — 900 356-мм и 6800 127-мм снарядов, и отказывались от 28 мм автоматов. При этом обязательным было наличие «противобомбовой» палубы и достижение контрактной скорости при полном водоизмещении.
В проекте XVE длина корпуса сокращалась до 217,6 м, а скорость сокращалась до 27 узлов, как на схеме XV. Снижение уровня защиты не рассматривалось, так как вскрылись два неприятных обстоятельства. Во-первых испытания моделей показали, что при скоростях 20—27 узлов образуется система волн, которые оголяют подводный участок бронепояса в районе погребов. Также исследования бюро вооружений показали, что наибольшую угрозу на дальностях боя 18 300—27 400 м представляют «нырнувшие» снаряды. Попытка добавить нижний пояс в районе погребов приводила к снижению эластичности ПТП и ухудшению её характеристик. К тому же бюро вооружений считало слишком оптимистичными оценки эффективности «противобомбовой» палубы. И резко возражало против снижения на носовом траверзе, как и на поясе, толщины в подводной части. Бюро считало, что небронированная носовая оконечность гораздо хуже тормозит снаряд, чем вода.
Все изменения сильно ограничивались чрезвычайно плотной компоновкой исходного проекта. Увеличение глубины пояса в районе погребов требовало 490 дл. т, установка нижнего 76-мм пояса требовала уже 787 дл. т. Также необходимо было изыскать 340 дл. т для усиления главной палубы. Для экономии веса снижать толщину противоосколочной палубы ниже 16 мм было нельзя, потому что она играла важную роль в прочности корпуса, так как была включена в силовой набор. К тому же бюро вооружений настаивало на возврате кормовой боевой рубки, так как её отсутствие экономило всего 50 дл. т. Инженерное бюро (англ. Bureau of Steam Engineering) предложило использовать 6 котлов, что давало экономию на длине машинной установки в 1,8 м и экономию веса 100 дл. т. Но ради более удобной эксплуатации всё же склонялись к выбору 8 котлов. Результирующий проект XVI имел 12 356-мм орудий в четырёхорудийных башнях, 16 127-мм орудий — в шести двухорудийных и четырёх одноорудийных установках, скорость 27 узлов, но толщина пояса составляла всего 285 мм.
|  |

Совет флота всё же считал главной задачей взаимодействие с авианосцами. Поэтому в попытке обеспечить 30 узловую скорость был рассмотрен ряд модификаций, где за счёт уменьшения количества 356-мм орудий увеличивалась толщина бронирования. Вариант XVIА нёс 11 орудий и 257-мм пояс, XVIВ — 10 орудий и 343-мм пояс, а XVIС — 9 орудий и 346-мм пояс. Совет флота считал наиболее удачной схему XVIС. Но против этого варианта резко возражал адмирал Ривз, основоположник авианосной тактики флота США и член Генерального совета флота. Он считал, что 30 узлов всё равно мало для взаимодействия с авианосцами, а вооружение из 9 орудий неадекватно высокой стоимости нового линкора. Он убедил адмирала Стендли, исполнявшего на тот момент обязанности секретаря флота, подписать изменение проектных требований на 12 орудий и 27 узлов. К тому же могли возникнуть трудности с подписанием Японией Лондонского соглашения 1936 года, поэтому ожидался отказ от ограничения калибра в 356-мм. В требования дополнительно был включен пункт, требовавший обеспечить возможность замены четырёхорудийных 356-мм башен на трёхорудийные 406-мм. Работы продолжились над схемой XVI, с целью усилить её бронирование. Облик нового линкора начинал обретать окончательные очертания.
| Проект | Дата       | Стандартное водоизмещение, дл. т | Полное водоизмещение, дл. т | Длина, м | Вооружение, ГК | Пояс, мм (угол наклона) | Палуба, мм | Мощность ЭУ, л. с. (скорость, узлы) |
| ------ | ---------- | -------------------------------- | --------------------------- | -------- | -------------- | ----------------------- | ---------- | ----------------------------------- |
| XV     | 02.06.1936 | 35 000                           | 42 044                      | 221      | 11×356-мм      |                         |            | 123 000 (28,45)                     |
| XV-A   |            | 35 000                           |                             | 221      | 9×356-мм       |                         |            | 150 000 (30)                        |
| XV-B   |            | 35 000                           |                             | 221      | 10×356-мм      |                         |            | 123 000 (28,45)                     |
| XV-C   |            | 35 000                           |                             | 221      | 10×356-мм      |                         |            | 150 000 (30,05)                     |
| XV-D   |            | 35 000                           |                             | 221      | 10×356-мм      |                         |            | ? (29,2)                            |
| XV-E   | 19.06.1936 | 35 000                           |                             | 221      | 12×356-мм      |                         |            | ? (28,45)                           |
| XVI    | 20.08.1936 | 35 000                           |                             | 217,6    | 12×356-мм      | 285(10°)                | 130-142    | ? (27)                              |
| XVI-A  |            | 35 000                           |                             |          | 11×356-мм      | 257(10°)                | 130-142    | ? (30)                              |
| XVI-B  |            | 35 000                           |                             | 221      | 10×356-мм      | 343(10°)                | 130-142    | ? (30)                              |
| XVI-C  |            | 35 000                           |                             | 221      | 9×356-мм       | 346(10°)                | 130-142    | ? (30)                              |
| XVI-D  |            | 35 000                           |                             | 221      | 9×356-мм       | 325(10°)                | 130-142    | ? (30)                              |

18 ноября 1936 года на совещании у главкома ВМС (CNO) в окончательный проект было решено добавить ещё несколько изменений: ближняя зона неуязвимости должна быть расширена до 18 300 м, поднять башню № 2, чтобы она могла стрелять поверх башни № 1, количество 127-мм орудий должно быть увеличено до 20. При этом башню № 2 можно было сместить дальше в нос, что увеличивало место для машинной установки. Посчитали, что при ограниченном водоизмещении эти изменения можно будет внести без существенного снижения скорости.
Однако при решении «в лоб» эти изменения приводили к 782 дл. т дополнительного веса. В 712-футовом корпусе это приводило к уменьшению силовой установки до 65 000 л. с. и падению скорости до 24 узлов. При уменьшении длины корпуса до 702 футов, за счёт его меньшего веса мощность силовой установки можно было увеличить до 87 000 л. с. Это позволяло развить скорость 25,25 узла. Но возникали сомнения в том, что силовая установка без проблем впишется в корпус. В любом случае метацентрическая высота слишком сильно уменьшалась. Требовались другие решения.
Угол наклона броневого пояса был изменён сначала с 10° до 13°. Осенью 1937 года его увеличили до 15°. Таким образом ближняя граница ЗСМ становилась равной 20 000 ярдов без заметного увеличения веса. Высота пояса при этом была выбрана минимальной — 6 футов и 6 дюймов (2,24 м). Исходили из того, что при замене выработанного топлива балластом осадка не будет снижаться. Верхний уровень пояса рассчитывался так, чтобы пояс не погружался полностью под воду после крена при одном торпедном попадании. Нижняя кромка пояса должна была не обнажаться в образованной системе волн на ходу в 27 узлов. Толщину пояса, прикрывающего погреба, снизили до 51 мм. Количество ПТП ограничили четырьмя. При этом жидкостью заполнялись только две полости. Считалось что ПТЗ должна была выдержать три попадания торпедой в один борт без потери остойчивости. В ноябре 1936 года было предложено перейти на силовую установку с высокими параметрами пара — 1200 psi/950 °F (81,7 атм./ 510 °C). Количество котлов уменьшалось с 10 до восьми. Суммарно это экономило 8 % или 250 дл. т массы силовой установки и давало экономию расхода топлива в 10 % по сравнению с установкой с параметрами пара 600 psi/700 °F (40,8 атм./ 371 °C). При температуре пара в 850 °F (454 °C) мощность с 115 000 л. с. можно было довести до 130 000 л. с. при той же массе силовой установки. Но в контракт попала более реалистичная мощность в 121 000 л. с. Правда по сравнению с исходной схемой XVI решено было для повышения боевой устойчивости разместить в каждом из четырёх отсеков по одному ТЗА и два котла. Из-за этого длина силовой установки выросла и дымоходы пришлось выводить не в одну общую, а в две трубы.
Ценой увеличения водоизмещения на 88 дл. т вместо четырёх одноорудийных разместили четыре двухорудийных 127-мм установки, доведя их общее количество до 20. Установки располагались в форме буквы W — три сверху и две снизу. При этом нижние были небронированными. Позже ради унификации их все-таки решили забронировать как и верхние, что обошлось в дополнительные 117 дл. т. Также противоосколочную палубу над погребами увеличили до 51 мм.
Рузвельт был избран на волне пацифистских настроений, поэтому закладка первых с 1921 года двух новых линкоров № 55 и 56 была перенесена из бюджета 1937 в 1938 год. Закладка «Норт Кэролайн» состоялась в октябре 1937 года. 25 марта 1937 года стало известно, что японцы не подпишут лондонское соглашение 1937 года, поэтому ограничения по калибру снимались. Основным изменением стала заложенная исходно замена 356-мм орудий на 406-мм. Но в результате проволочек секретарь флота подписал рекомендацию по замене только 15 июня, а на верфь новые чертежи попали уже позже закладки киля «Норт Кэролайн».

## Конструкция

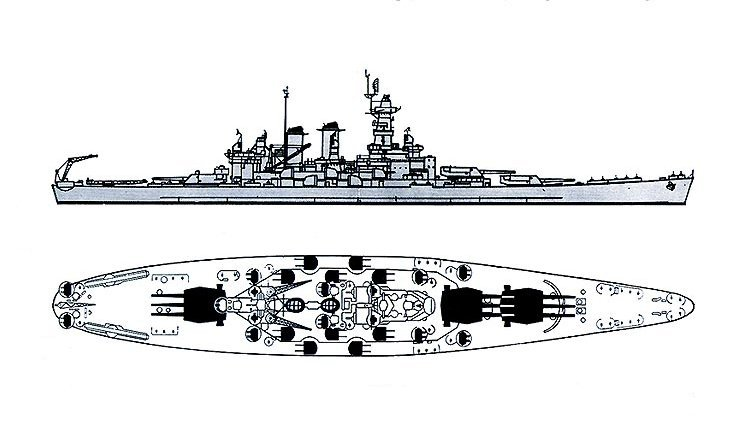
«Норт Кэролайн»

### Корпус
Корабли имели гладкопалубный корпус с подъёмом в носу. Корпус новых линкоров набирался по продольной схеме, вместо поперечной у предыдущих типов. Шпация составила 1,219 м. Продольная схема набора привела к более глубоким шпангоутам. При этом выросла и высота межпалубных пространств — 2,52 м по диаметральной плоскости и 2,41 м у бортов. В средней части корпуса за счёт этого в кубриках появилась возможность установить четырёхъярусные койки. В носовой оконечности межпалубные пространства за счёт подъёма линии борта вырастали ещё больше. И поэтому перед носовой башней главного калибра между верхней и главной палубами появилась дополнительная полупалуба, на которой разместили каюты офицеров. Часть экипажа была размещена в кубриках впереди носового траверза, на уровне главной броневой и нижней палуб.
Линкоры получили новую форму корпуса в кормовой части. Силовая установка была четырёхвинтовой. Внутренняя пара валов была зашита в кили-скеги, которые были продолжением противоторпедных переборок. Скеги выполняли несколько функций. Являясь продолжением противоторпедных переборок, они служили дополнительной защитой внутренней паре валов и кормовым погребам ГК, так же они были дополнительной опорой при доковании. Использование скегов дало более полные обводы в кормовой части, что обеспечивало большую глубину ПТЗ (с 11 до 15 футов) в районе кормовых погребов. Но самое важное — они значительно улучшали гидродинамические характеристики корпуса — пропульсивный коэффициент возрастал до 0,602 по сравнению с 0,595 при использовании традиционных обводов. И хотя в финальном проекте пропульсивный коэффициент составил 0,590, это всё равно было значительно лучше, чем у более ранних типов скоростных кораблей — для «Лексингтона» он составлял 0,565. Напротив внутренней пары винтов устанавливалась пара балансирных рулей площадью по 28,1 м². Рули располагались в 3 м от диаметральной плоскости и имели механические углы поворота по 36,5° в каждую сторону. Опыты с моделями показали, что такая схема для многовинтовых кораблей позволяет добиться лучшей обтекаемости и управляемости, подобной одновинтовым кораблям. При эксплуатации корабли продемонстрировали хорошую маневренность — диаметр тактической циркуляции составил 625 метров на 27 узлах. Схема показалась настолько удачной, что её применили на последующих типах линкоров — «Саут Дакота» и «Айова». Но при выходе на ходовые испытания только что построенных кораблей обнаружилась слишком большая продольная вибрация в кормовой части. Её смогли уменьшить до приемлемых значений только после подкрепления конструкций корпуса и механизмов и уменьшения диаметра винтов.
На момент постройки на борту линкоров находились следующие шлюпки: по два 12,2-метровых моторных баркаса и катера, один 10,7-метровый моторный гиг, три 15,2-метровых моторных баркаса, два 8-метровых моторных вельбота, 12,2-метровая баржа, два весельных 9,2-метровых вельбота и два весельных 4,3-метровых яла, спасательные плоты 12 на 60, 12 на 40 и 12 на 25 человек. Во время войны большинство шлюпок сняли, заменив их спасательными плотами. Шлюпки обслуживались двумя большими шлюпочными кранами, которые сохранились до конца службы, несмотря на уменьшившееся количество шлюпок.
По проекту штат мирного времени состоял из 108 офицеров и 1772 прочих чинов. В военное время он увеличивался за счёт резервистов, и рос в ходе войны при увеличении количества зенитных автоматов. В 1941 году экипаж «Вашингтона» состоял из 99 офицеров и 2035 прочих чинов, а в 1945 году — из 144 и 2195 соответственно. После войны экипажи уменьшились. В 1947 году на «Вашингтоне» служило 146 офицеров и 1843 нижних чина, а «Норт Кэролайн» — 135 и 1639.

### Вооружение
Главный калибр

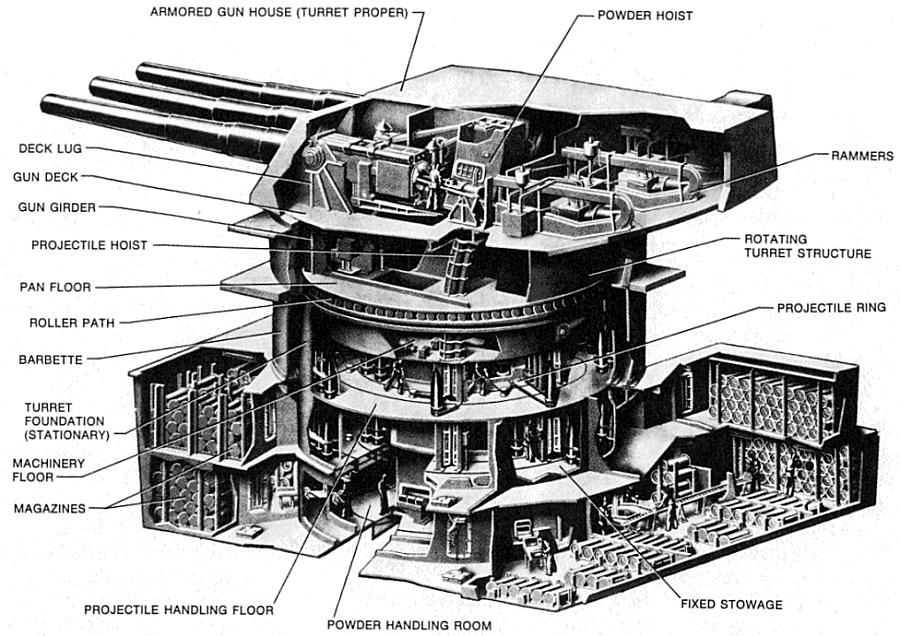
Башня 406-мм орудий в разрезе

В качестве главного калибра первоначально планировалась установка 12 новых 356-мм орудий Мк 11 в трёх четырёхорудийных башнях. Но после отмены договорных ограничений они были заменены на 9 406-мм 45-калиберных орудия Mark 6 в трёх трёхорудийных башнях. Массы и габариты башен были сходными, поэтому замена не вызвала больших проблем.
На орудии Мк 6 применялось картузное заряжание. По сравнению с 406-мм орудием Мк 1, установленном на линкорах типа «Мериленд», Мк 6 было легче на 20 тонн. Американские линкоры строились исходя из концепции боя на больших дистанциях, где снаряд с большей вероятностью поражал палубу, а не борт. Поэтому для новых орудий был разработан новый бронебойный 1225 кг снаряд с достаточно низкой начальной скоростью в 701 м/с. Картузный заряд состоял из 6 картузов, вместо 5 на Мк 1. Ствол лейнированный, с диаметром у затвора 1168 мм и 597 мм у дульного среза. Замок качающийся поршневой, системы Велина, с открытием вниз. Существовало три основных модификации орудия. Начинали службу линкоры с Мк 6 мод 0 — с шагом нарезки 1 оборот на 50 калибров. Шаг уменьшили сначала до 32, а потом и до 25. К апрелю 1944 года на всех линкорах стояли Мк 6 мод 1, с нарезкой 1 оборот на 25 калибров. Для повышения живучести ствола внутренняя поверхность хромировалась на длину 15 875 мм от дульного среза на глубину 13 мкм.
Трехорудийные башни оснащались дистанционным управлением с силовым приводом. Для горизонтальной наводки применялся 300-сильный двигатель, для вертикальной — 60-сильный. Для привода досылателя использовался двигатель мощностью 60 л. с., для снарядного подъемника — 60 л. с. и 75 л. с. для зарядного подъемника. Башня имела две кольцевые платформы для подачи на них перед загрузкой в подъемники снаряды, которые оснащались приводами по 60 л. с. Орудия заряжались при постоянным угле возвышения в +5°. Угол возвышения орудий нижних башен составлял от −2° до +45°, для возвышенной — от −0° до +45°. Каждое орудие оснащалось собственным подъемником. Боезапас на орудие составлял по 100 снарядов на ствол. Снаряды хранились вертикально на двух палубах в неподвижной части башни и с помощью системы талей и строп подавались сначала на подвижные кольцевые платформы, которые могли вращаться независимо от башни. С платформ снаряд и беседка на шесть зарядов с помощью цепного подъемника подавалась в боевое отделение. Для снижения взрывоопасности непрерывной системы подачи подъемники оснащались пламянепроницаемыми дверьми. Цикл стрельбы составлял 30 с.
Основу боезапаса составляли 1225-кг бронебойные снаряды. Снаряд имел длину 4,5 калибра, оснащался бронебойным «макаровским» колпачком массой в 10 % от общей массы снаряда. Разрывной заряд из пикрата аммония составлял 1,5 % от массы снаряда. Снаряд оснащался донным взрывателем с постоянной задержкой 0,035 с. В октябре 1942 года, когда встала задача стрельбы по берегу, в боезапас были включены фугасные 862-кг снаряды с зарядом 8 % тринитротолуола с донным и головным взрывателями. К концу, когда основной задачей линкоров стала стрельба по берегу, фугасные снаряды составляли большинство боекомплекта.
Внешнее управление башнями осуществлялось с помощью двух директоров Мк 38, оснащенных 8-метровыми дальномерами. Директоры устанавливались на верхушках носовой и кормовой надстроек. В каждой башне также устанавливались дальномеры с базой 13,5 м.
Вспомогательный калибр

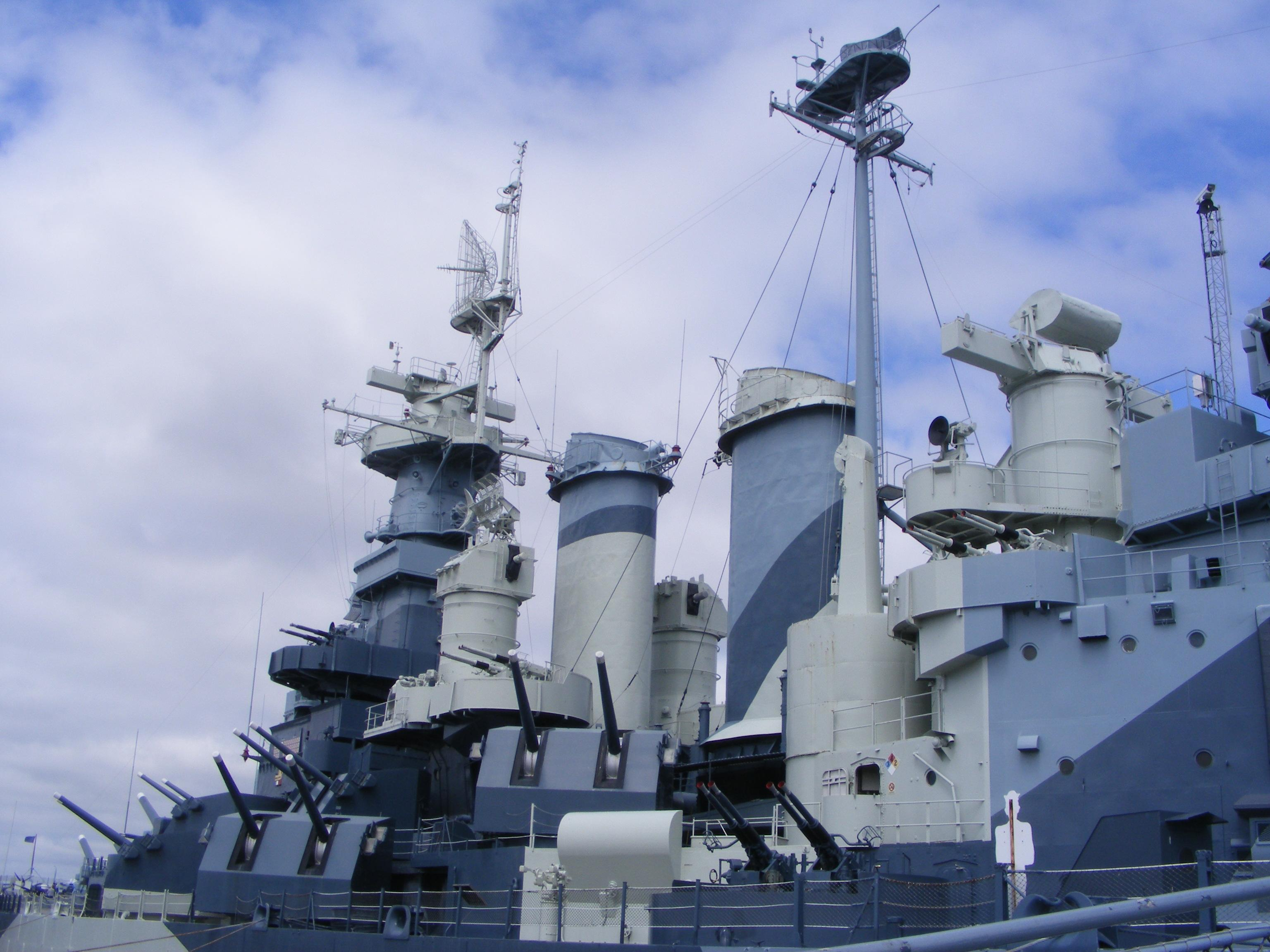
Батарея 127-мм орудий линкора «Норт Кэролайн»

В качестве вспомогательной артиллерии линкоры получили батарею из 20 универсальных 38-калиберных 127-мм орудий Мк 12, расположенных в спаренных закрытых бронированных установках Мк 32. Установки были расположены на надстройке в два яруса, с размещением в форме буквы W — три сверху и две снизу, что давало им очень хорошие углы обстрела. Установка Мк 32 оснащались дистанционным силовым приводом и обеспечивала углы вертикального наведения от 15° до +85°. Установка была защищена со всех сторон 49,5 мм броней. Заряжание раздельно-гильзовое. Скорострельность — 15 выстрелов в минуту на ствол. Снаряды и заряды из погребов по отдельным подъемникам подавались в перегрузочное отделение под башней и составляли готовый к стрельбе боезапас. Отсюда они по вращавшемуся вместе в башней центральному столбу с помощью подъемников подавались в башню. Каждый ствол оснащался индивидуальным снарядным и зарядным подъемником.
Боезапас составлял по 340 снарядов на ствол. В боекомплект входили снаряды нескольких типов. Для стрельбы по кораблям применялся «специальный коммон» весом 25 кг с зарядом 3,7 % пикрата аммония и колпачком. Зенитный снаряд весил 24,56 кг при 14,3 % взрывчатого вещества. Наиболее совершенным был снаряд с радиолокационным взрывателем весом 24,77 кг с взрывчатым веществом 14,4 %. При облучении цели корабельной РЛС взрыватель улавливал отраженный от цели сигнал и, используя эффект Доплера, определял момент пролёта мимо цели и производил подрыв снаряда. Взрыватель оказался очень эффективным. В 1943 году они составляли четверть от всех выпущенных 127-мм снарядов и на их долю приходился 51 % сбитых самолётов. Однако при стрельбе по низколетящим торпедоносцам он ошибочно срабатывал от сигнала отраженного от гребней волн, но эту проблему частично решили к середине 1944 года.
Управление стрельбой осуществлялось с помощью четырёх директоров Мк 37. Они располагались ромбом приблизительно на одном уровне — на крыше ходовой рубки, по бокам носовой дымовой трубы и на кормовой надстройке. В каждом направлении могли работать не менее двух директоров, что позволяло одновременно отбивать две атаки с одного направления с воздуха или воды. Директор имел экипаж из 7 человек и оснащался 4,6-метровым дальномером и электромеханическим счётным прибором.
Зенитное вооружение

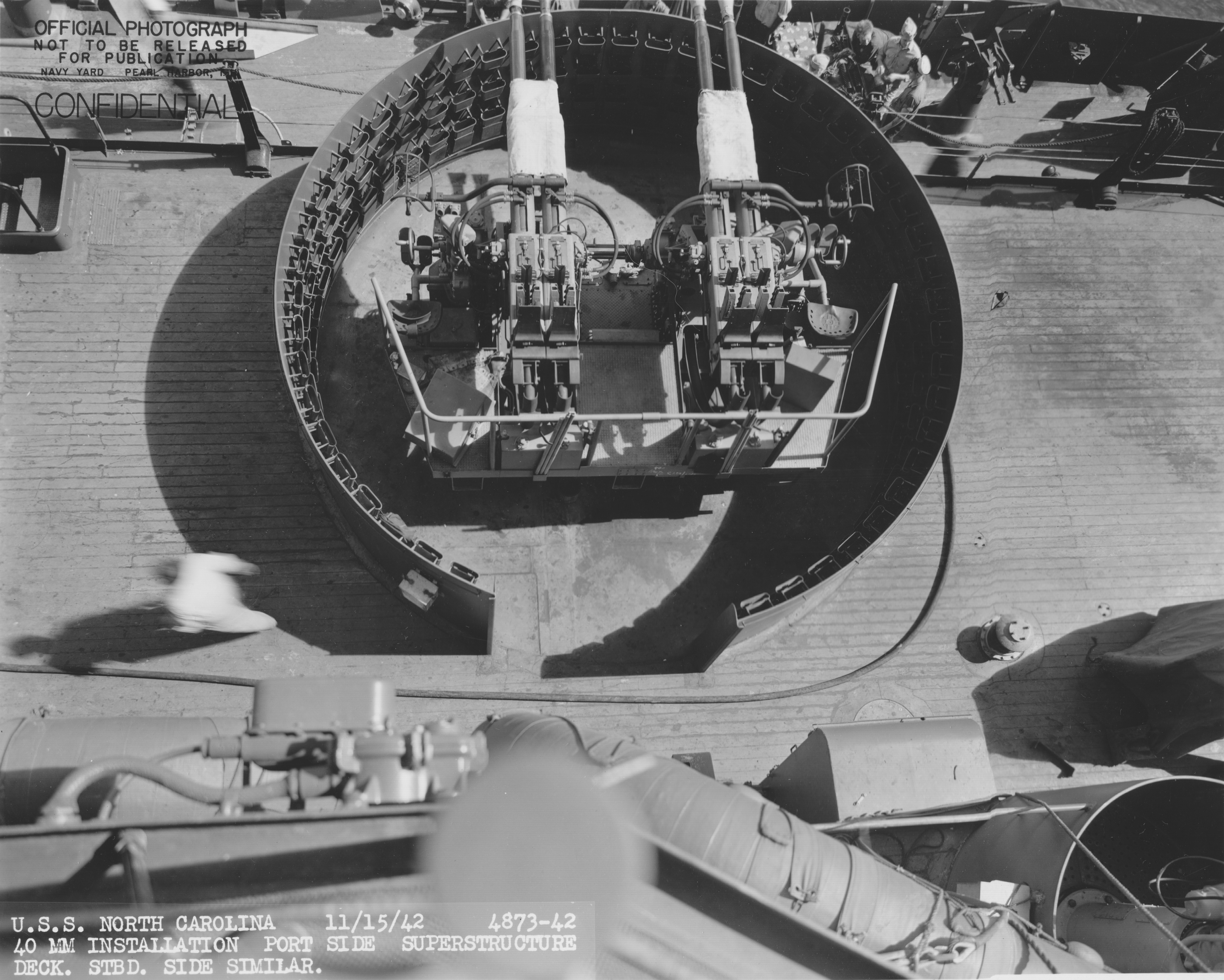
Вид сверху на 40-мм четырёхорудийную установку «Бофорс»

По проекту зенитное вооружение состояло из 16 28-мм автоматов в четырёх четырёхствольных установках и 18 12,7-мм пулеметов — четыре стационарных и остальные переносные. 28-мм орудия были недостаточно мощными и имели множество недостатков. Летом 1941 года Управление вооружения США купило лицензии на производство 40-мм шведских «Бофорсов» и 20-мм швейцарских «Эрликонов». «Бофорсы», при такой же скорострельности как и 28-мм автоматы, имели вдвое более тяжёлый снаряд с самоликвидатором на дистанции 4500 м. При этом конструкция установки позволяла замещать 28-мм один к одному — просто заменяя четырёхствольные 28-мм на четырёхствольные 40-мм «Бофорсы».
Промышленность не справлялась с производством, их поступление на флот началась только с весны 1942 года. К тому же замена могла производиться только во время плановых ремонтов на верфи, поэтому она затянулась. С началом боевых действий «Норт Кэролайн» получила пятую 28-мм установку вместо навигационного 3,6-метрового дальномера на крыше ходовой рубки. В конце 1942 года две дополнительных 28-мм установки, установленных вместо прожекторов по бокам носовой дымовой трубы, получил и «Вашингтон». Во время ремонта торпедного повреждения в ноябре 1942 года на «Норт Кэролайн» она получила десять установок «Бофорсов» — четыре на месте 28-мм установок, на верхней палубе две по бокам башни ГК № 2 и две по бокам кормовой надстройки, плюс ещё две в корме у катапульт. В июне 1943 года на ней появилось ещё четыре установки — две возле боковых директоров Мк 37 и две на шельтердеке по бокам носовой надстройки. В ноябре 1943 года установили пятнадцатый «Бофорс» — на крыше башни ГК № 3. На «Вашингтоне» 28-мм автоматы заменили на шесть установок «Бофорсов» к лету 1943 года. А к августу 1943 года их число довели 15, с таким же расположением как на «Норт Кэролайн».
Состав 12,7-мм пулемётов и 20-мм «Эрликонов» постоянно менялся. «Эрликоны» первоначально устанавливались в одиночных установках, и, так как их монтаж мог производиться в полевых условиях силами самой команды, их точное расположение установить практически невозможно. Из 12,7-мм пулемётов только два имели постоянное положение: на две палубы выше верхней, над вторыми от носа 127-мм башнями. Остальные были съёмными и монтировались на многочисленных тумбах, разбросанных по шельтердеку и верхней палубе. 20-мм «Эрликонов» не хватало, поэтому первое время они сосуществовали с 12,7-мм пулемётами. В апреле 1942 года «Норт Кэролайн» несла 40 20-мм автоматов и 12 пулемётов, а «Вашингтон» — 20 «эрликонов» и 12 пулемётов. В июне 1942 года при переходе на Тихий океан на обоих кораблях число пулеметов увеличили до 28. К концу лета число 20-мм автоматов на «Вашингтоне» довели до 20, но к концу года при установке двух 28-мм установок для освобождения места сняли 5 «эрликонов» и пулемёты. На «Норт Кэролайн» при ремонте торпедного повреждения также сняли все пулеметы и добавили шесть 20-мм автоматов. К апрелю 1943 года число «эрликонов» на Вашингтоне довели до 64, а на «Норт Кэролайн» к марту 1944 года до 53. В конце апреля 1944 вместо одного одноствольного на «Вашингтоне» был установлен счетверённый «эрликон». К концу 1944 года было принято решение о замене одноствольных установок на спаренные. В апреле 1945 года «Вашингтон» нёс 75 20-мм автоматов, а его систершип — 56. К августу 1945 года на «Норт Кэролайн» было восемь спарок и 20 одиночных установок, а на «Вашингтоне» — одна четырёхствольная, восемь спаренных и 63 одноствольных установки. К концу 1945 года из 83 20-мм стволов на «Вашингтоне» оставили 63.
| Орудие                                                   | 16″/45 Mark 6                           | 16″/45 Mark 6                           | 5"/38 Mark 12              | 40 mm/56 Mark 1 (Bofors)  | 1.1"/75 Mark 1               | 20 mm/70 Mark 2 (Oerlikon) |
| -------------------------------------------------------- | --------------------------------------- | --------------------------------------- | -------------------------- | ------------------------- | ---------------------------- | -------------------------- |
| Калибр, мм                                               | 406                                     | 406                                     | 127                        | 40                        | 28                           | 20                         |
| Длина ствола, калибров                                   | 45                                      | 45                                      | 38                         | 56                        | 75                           | 70                         |
| Год разработки                                           | 1936                                    | 1936                                    | 1932                       | 1936                      | 1929                         | 1939                       |
| Масса орудия без замка, кг                               | 97 231                                  | 97 231                                  | 1810                       | 522                       | 252                          | 68,04                      |
| Скорострельность в/мин                                   | 2                                       | 2                                       | 15-22                      | 120                       | 150                          | 450                        |
| Тип заряжания                                            | картузное                               | картузное                               | раздельно-гильзовое        | унитарное                 | унитарное                    | унитарное                  |
| Масса заряда, кг                                         | 242,7                                   | 242,7                                   | 6,9-7,03                   | 0,314                     | 0,120                        | 0,086                      |
| Тип снаряда                                              | Бронебойный Mark 6                      | Осколочно-фугасный Mark 13              | Осколочно-фугасный Mark 34 | Осколочно-фугасный Mark 1 | Осколочно-фугасный Mark 1    | Осколочно-фугасный Mark 3  |
| Масса снаряда, кг                                        | 1225                                    | 862                                     | 25                         | 0,9                       | 0,416                        | 0,123                      |
| Начальная скорость м/с                                   | 701                                     | 803                                     | 792                        | 881                       | 823                          | 844                        |
| Живучесть ствола, выстрелов                              | 395                                     | 395                                     | 4600                       | 9500                      |                              | 9000                       |
| Максимальная дальность, м                                | 33 741                                  | 36 741                                  | 15 903                     | 10 180                    | 6767                         | 4389                       |
| Досягаемость по высоте, м                                | -                                       | -                                       | 11 887                     | 6797                      | 5791                         | 3048                       |
| Установка                                                |                                         |                                         | Mark 28 mod 0              | Mark 2 Quad               | Quadruple Mount Mark 2 Mod 2 | Mark 2                     |
| Количество стволов                                       | 3                                       | 3                                       | 2                          | 4                         | 4                            | 1                          |
| Масса вращающейся части                                  | 1426 т Башни № 1 и № 2 1460 т башня № 3 | 1426 т Башни № 1 и № 2 1460 т башня № 3 | 70 894 кг                  | 10 524—10 796 кг          | 4763 кг                      | 769 кг                     |
| Углы возвышения                                          | −2°/+45° 0°/+45° башня № 2              | −2°/+45° 0°/+45° башня № 2              | -15°/+85°                  | -15°/+90°                 | −15°/+110°                   | −5°/+87°                   |
| Скорость наведения вертикального / горизонтального, гр/с | 12 / 4                                  | 12 / 4                                  | 15 / 25                    | 24 / 26                   | 24 / 30                      | ручное                     |

Радиолокационное вооружение

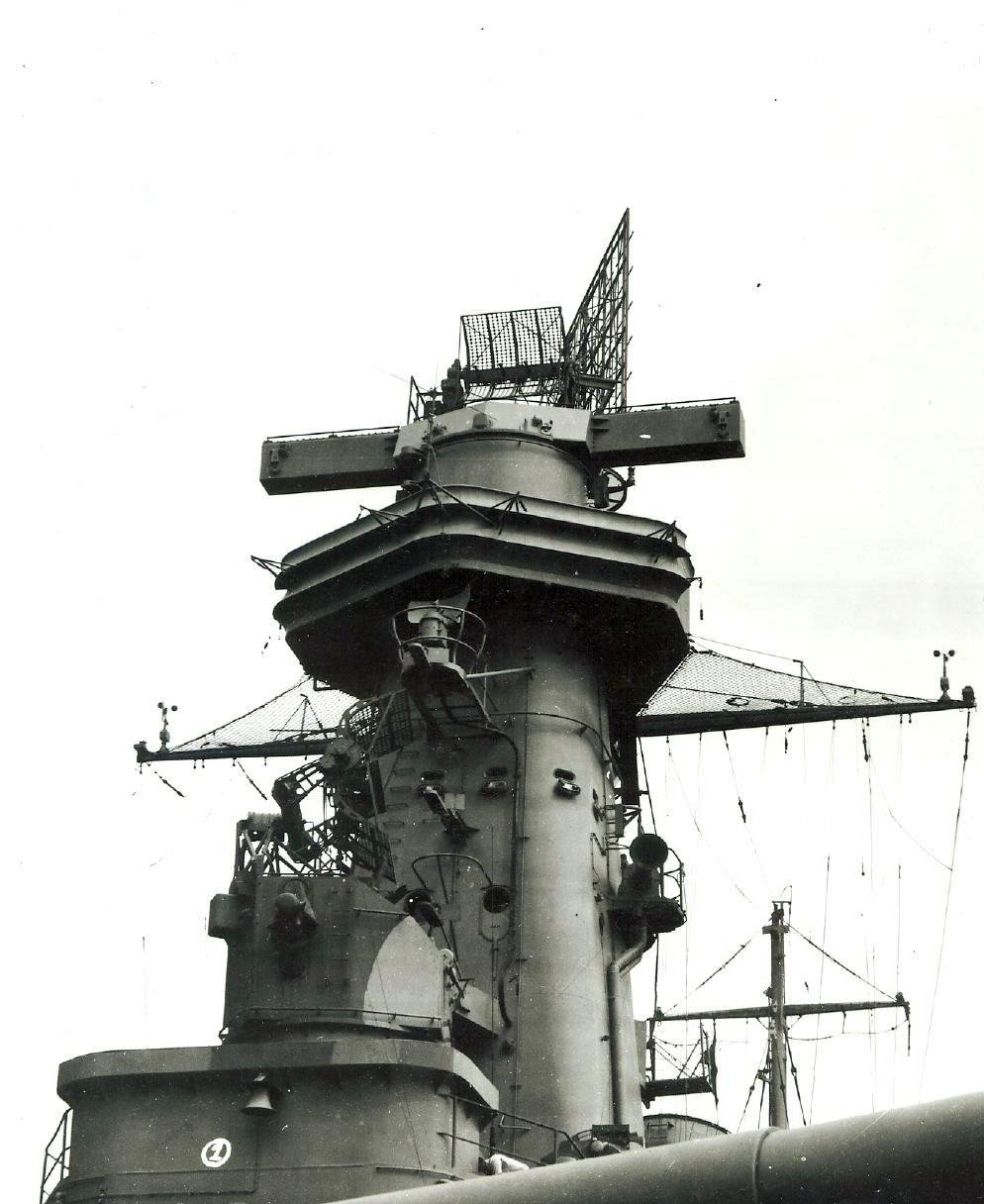
Мачта линкора «Вашингтон» после модернизации 18 августа 1942 года. На переднем плане директор 127-мм орудий, выше него небольшая параболическая антенна радара SG, ещё выше директор ГК с антенной радара Мк 4, на самой верхушке антенна радара СХАМ

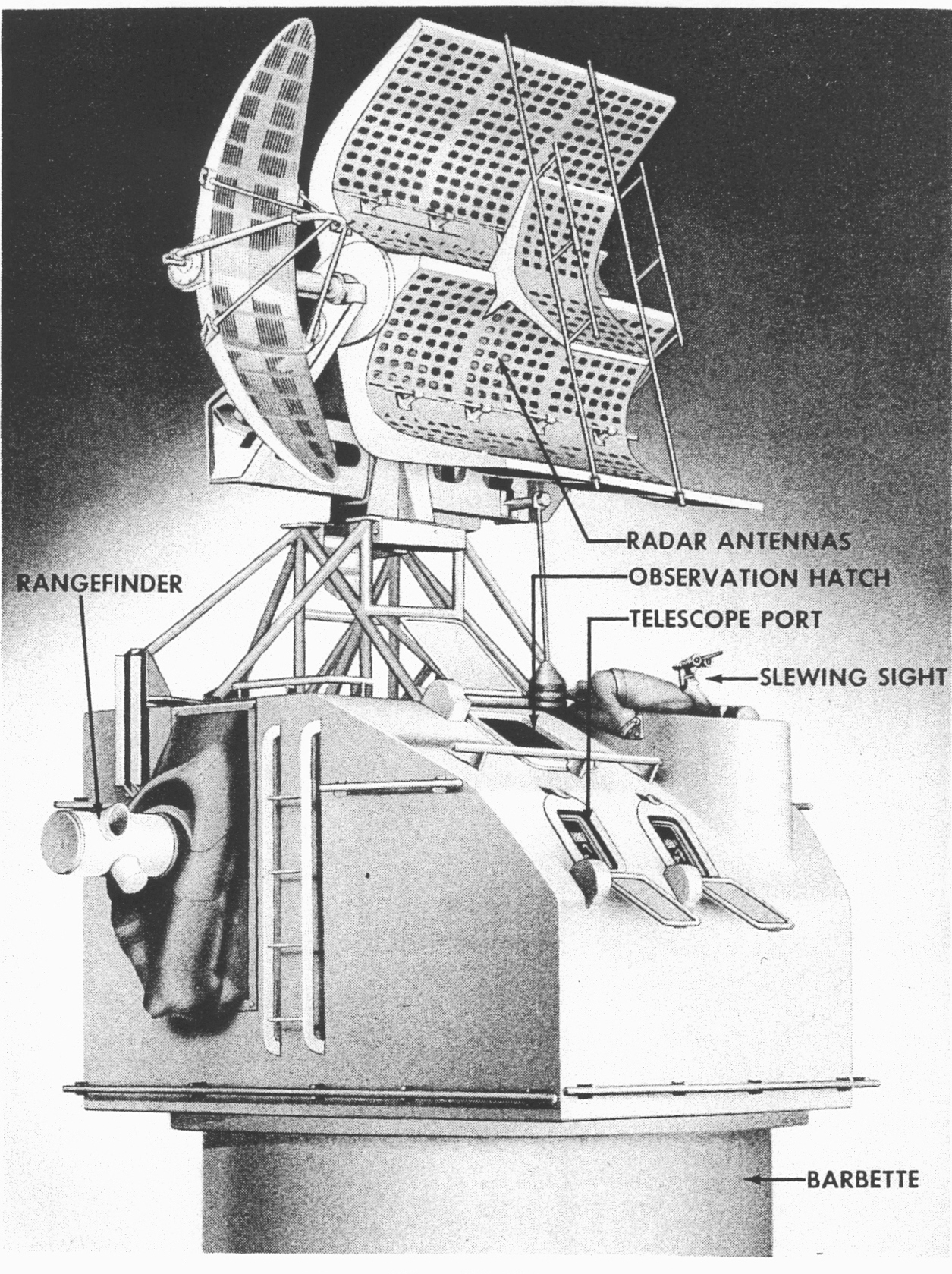
Директор Mk 37 управления стрельбой 127-мм орудий с антеннами радаров Mk 12 (большая прямоугольная) и Mk 22 (параболическая)

На момент проектирования радаров на кораблях не было. Кроме дальномеров установленных в башнях и в директорах, для целей навигации и управления стрельбой применялись два 3,6-метровых штурманских дальномера на крышах ходовой рубки и башни № 3, 4,6-метровый корректировочный дальномер на крыше боевой рубки. К середине 1942 года вместо штурманских дальномеров были установлены 20-мм зенитные автоматы. Первоначально линкоры были оснащены воздушным радаром СХАМ с антенной на фок-мачте, двумя артиллерийскими радарами Мк 3 для главного калибра и тремя Мк 4 для 127-мм орудий. Радары Мк 4 устанавливались на крышах директоров Мк 37 и на кормовом Мк 37 его не установили, из-за опасений что будет закрываться обзор для кормового директора ГК. Но в ноябре 1942 года на «Норт Кэролайн» он был установлен и там, на специальной подставке, поднимавшей радар над уровнем прицела директора ГК. Тогда же был установлен поисковый надводный радар SG. Его антенна располагалась на фок-мачте, под антенной воздушного радара. К апрелю 1944 года «Норт Кэролайн» на фок-мачте несла антенны поискового воздушного радара SK (антенна прямоугольной формы) и поискового надводного SG. На грот-мачте располагалась антенна вспомогательного надводного радара SG. Для управления стрельбой главным калибром были установлены два артиллерийских радара Мк 8. Один из Мк 3 был уставлен и перенесен на переднюю стенку директора. В 1944 году вспомогательный артиллерийский дальномер на боевой рубке заменили радаром Мк 27. В сентябре 1944 года вместо SK был установлен SK-2 с антенной округлой формы. Вместо Мк 4 была установлена комбинация из Мк 12 и Мк 22. «Вашингтон» получил такое же оснащение, но вместо SK-2 оставался SK. К концу войны «Норт Кэролайн» получила поисковые воздушные радары SR с антенной на грот-мачте и SCR-720 с антенной на носовой трубе. Эти же радары были установлены на «Вашингтон» после войны. В 1946 году на «Вашингтоне» размещались воздушные радары SK на фок мачте и SR на грот мачте, надводный радар SG с антеннами на фок и грот-мачтах и устройство постановки помех типа TDY с антенной на носовой башне управления стрельбой. Для управления 40-мм «Бофорсами» стояли директоры управления стрельбой Мк 57 с радарами Мк 34.
Артиллерийский радар Мк 3 стал поступать на флот в конце 1941 года. Его антенна имела продолговатую форму размером 3,66×0,91 м. Радар работал на длине волны 40 см с импульсами мощностью от 15 до 20 кВт и длительностью 1,5 мс. Максимальная дальность действия составляла 37 000 м, погрешность определения дистанции — 37 м. При отслеживании всплесков от падения снарядов дальность уменьшалась вдвое. С 1942 года был принят на вооружение радар Мк 8 с антенной 3,1 × 1 м, который работал на длине волны 10 см, с импульсами длительностью 0,4 мс и мощностью 15-20 кВт. Его мощность затем довели до 20-30 кВт. Дальность действия Мк 8 была такой же, как у Мк 3, но погрешность определения дальности сократилась до 4 м. Радар Мк 27 с длиной волны 10 см и мощностью 50 кВт считался резервным.

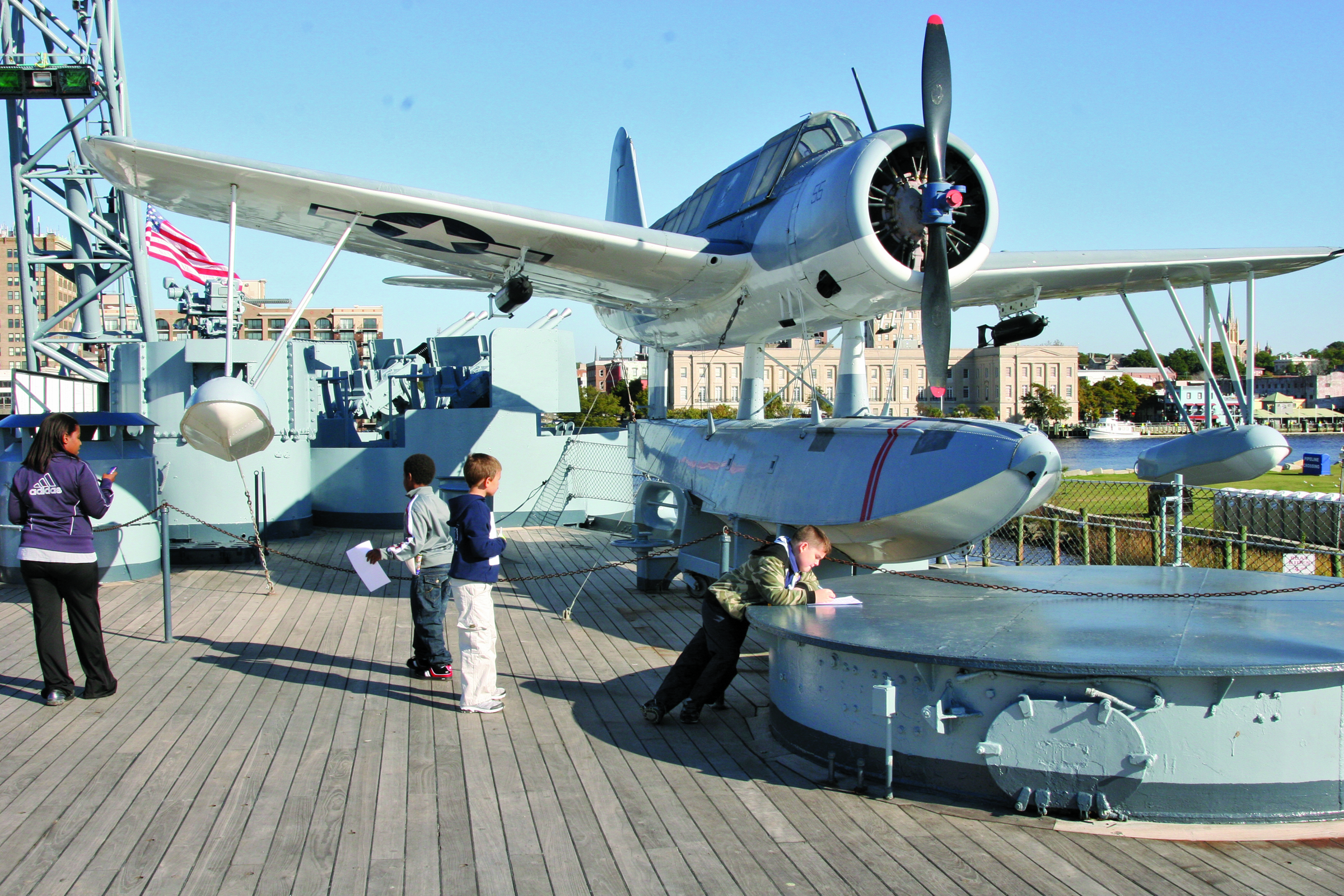
Гидросамолет OS2U Kingfisher на палубе линкора «Норт Кэролайн»

Радар Мк 4 применялся с сентября 1941 года, имел антенну 1,83×1,83 м. При длине волны в 40 см дальность его обнаружения составляла 37 000 м, а погрешность определения дальности 37 м. Его недостатком было плохое обнаружение низколетящих целей. С 1944 года его сменила пара радаров. Для определения дистанции применялся Мк 12 с той же антенной, длиной волны 33 см и мощностью импульса 100—110 кВт. Дальность работы по самолётам увеличилась до 41 000 м, по кораблям осталась на уровне 37 000 м. Точность составила 18 м. Радар обеспечивал автоматическую трассировку и измерение скорости изменения дистанции. В качестве определителя высоты использовался радар Мк 22 с узкой параболической антенной 0,46×1,83 м. Длина волны 3 см, мощность импульса 25-35 кВт, максимальная дальность 41 000 м. Он мог обеспечивать обнаружение самолёта, летящего в 0,8° над горизонтом.
Авиационное вооружение
При проектировании линкоров в американском флоте считалось, что артиллерийский бой будет вестись на предельных дистанциях и наличие самолётов-корректировщиков на борту было обязательным. Корабли получили по три гидросамолета OS2U Kingfisher и две катапульты на корме. Два самолёта хранились прямо на катапультах и один между ними на палубе. Для артиллерийских боёв самолёты-корректировщики оказались не нужны, к тому же из-за отсутствия ангара они были подвержены воздействию погоды и дульных газов от кормовой башни главного калибра. Несмотря на это, гидросамолеты оказались очень полезными при корректировке стрельбы по береговым целям, поэтому их оставили. А к концу войны их заменили более современными SC-1 Seahawk.

### Бронирование
Бронирование выполнялось по традиционной «американской схеме» — хорошо защищенная броневая цитадель в центральной части со слабо бронированными оконечностями. Основу броневой цитадели составлял вертикальный броневой пояс толщиной 305 мм из крупповской брони — класса А по американской классификации. Он был наклонен под углом 15 °, имел длину 136 м и высоту 5,5 м. При нормальном водоизмещении примерно половина его уходила под воду. Подводная часть пояса постепенно утончалась до 168 мм. Пояс крепился на 19-мм обшивку из стали STS с бетонной подкладкой. Траверзы из брони класса А имели толщину 282 мм и шли от борта до борта. Ниже противоосколочной палубы (3-й) кормовой траверз шёл между противоторпедными переборками. Носовой траверз шёл между ПТП ниже 1-й платформы и опускался на одну палубу ниже кормового. Два дополнительных 49-мм траверза прикрывали отсеки главной энергетической установки и вспомогательных механизмов. Они проходили ниже 3-й палубы за вторым и перед третьим барбетами башен главного калибра. В районе погребов башен главного калибра также с наклоном в 10 ° шел внутренний пояс из брони класса В толщиной 51 мм с утолщением до 95 мм в оконечностях. Борт выше пояса изготавливался из стали STS толщиной 25 мм. В корме за пределами цитадели отделение рулевых машин защищалось траверзами из брони класса А. Носовой — 378-мм стенки от бортов с толщиной 282 мм между ПТП, за счёт чего была уменьшена глубина комового траверза цитадели. В кормовой части рулевые машины были прикрыты 282-мм траверзом, расположенным только между ПТП.
Самой мощной броней была защищена артиллерия главного калибра. Лоб башен был прикрыт 406-мм плитами, расположенными под углом в 30°. Боковые стенки имели толщину 249 мм, задняя стенка — 300 мм, крыша — 178 мм. От установки лобовых 457-мм плит отказались из-за невозможности осовить их производство в необходимый срок. Барбеты имели разную толщину по высоте и местоположению. Над бронепалубой (2-й палубой) передние (наружные) части барбетов имели толщину 373 мм, внутренние — 292 мм, боковые стенки — 406 мм. Ниже 2-й палубы защита состояла из двух колец — 73-мм наружного и 37-мм внутреннего. Ниже 3-й палубы шло одно 37-мм кольцо. Установки и барбеты ГК дополнительно защищались экранами из 49,5-мм плит STS, которые уменьшались до 36 мм в местах, прикрытых соседней установкой. Экраны шли между верхней и главной броневой палубой для внешних установок и только выше верхней палубы для средней.
Боевая рубка имела толщину боковых стенок 406 мм, 373 мм передней и задней стенок, 178-мм крышу и 100-мм пол. Коммуникационная труба была защищена 356-мм плитами. Директора главного и вспомогательного калибра и идущие к ним от цитадели коммуникационные трубы прикрывались 37-мм броней. Остальные вертикальные поверхности защиты не имели. Но в конструкции корпуса в качестве обшивки во многих местах использовалась сталь STS, мало уступавшая гомогенной броне. Остальные части изготавливались из высокопрочной стали HTS (high-tensile steel).
С учётом возросшей угрозы от бомб и предполагаемых больших дальностей артиллерийских дуэлей, при которых снаряды чаще поражают корабль в палубу, горизонтальное бронирование было значительно усилено, по сравнению с линкорами времён Первой мировой войны. Верхняя палуба, предназначенная для взведения взрывателей бомб и снарядов имела толщину 37 мм и начиналась от стволов носовой башни ГК. Ближе к корме её толщина уменьшалась сначала до 25 мм, а затем до 19 мм. Главная броневая палуба, опиравшаяся на верхний край броневого пояса, состояла из двух слоёв. На нижний слой из 36-мм STS укладывались плиты STS — толщиной 104 мм у борта и 91 мм в центральной части. Под главной палубой располагалась противоосколочная палуба — толщиной 16 мм в диаметральной плоскости и 19-мм у бортов. В некоторых источниках указывается, что в районе погребов ГК эта палуба утолщалась до 49,5 мм. Противоосколочная палуба продолжалась за кормовой траверз и над отделением рулевых машин имела толщину 152 мм. Палуба рулевого отделения имела толщину 49 мм. Суммарно три палубы давали 180 мм горизонтальной брони в диаметральной плоскости и 196 мм у бортов. По диаметральной плоскости бронирование было снижено за счёт бронирования палуб надстроек — носовые платформы на уровне крыши боевой рубки и её середины имели толщины 51 мм. Масса верхней палубы составляла 1179,4 дл. т, бронирование решёток и крышек люков — ещё 50,7 дл. т. Броневая палуба имела массу 2671,8 дл. т, плюс люки и решётки — 154,3 дл. т. Противоосколочная — 1102,7 дл. т, плюс 34,5 дл. т соответственно.
Противоторпедная защита (ПТЗ) рассчитывалась на противостояние взрыву 317-кг заряда ТНТ. Она была «слоистого» типа с булями и состояла на бо́льшей части длины из пяти продольных переборок из мягкой судостроительной стали. Обшивка буля была 16-мм толщины, дальше шли переборки 9,5; 9,5; 16; 19 и 11-мм толщины. Буль и два внешних отсека были пустыми, два внутренних, заполненных жидкостью — нефтью или водой, внутренний был также пустым. В оконечностях, в районе погребов, ПТЗ состояла из четырёх полостей — пустота — жидкость — пустота — жидкость. В этом районе внутренняя переборка имела толщину 51 — 95 мм. Общий вес продольных переборок составлял 1237,9 дл. т. Максимальная глубина ПТЗ на миделе на половине осадки составляла 5,64 м.
Анализ опыта Первой мировой войны показал, что установка переборок в диаметральной плоскости чревата опасностью опрокидывания при затоплении, поэтому от них отказались. При этом было обращено повышенное внимание системе контрзатопления, для чего использовались пустые отсеки ПТЗ. Ниже противоосколочной палубы были установлены поперечные водонепроницаемые переборки. Хотя взрыв под днищем считался маловероятным, линкоры получили тройное дно высотой 1,753 м. Нижнее пространство высотой 0,915 м заполнялось водой, а верхнее высотой 0,838 м было сухим.
По расчётам при одном торпедном попадании корабль должен был получить крен в 7°, при котором высота броневого пояса над водой сокращалась до 0,03 м. Для выравнивания крена необходимо было бы принять 644 дл. т воды, что увеличило бы осадку на 0,269 м.

### Силовая установка
Для размещения четырёхвальной силовой установки было применено эшелонное расположение — в четырёх автономных отсеках находилось по одному турбоагрегату и по два котла. Силовая установка имела номинальную мощность 115 тыс. л. с., что при средней частоте вращения винтов в 199 об/мин должно было обеспечить проектную скорость в 27,5 узлов. На два часа котлы могли выдать давление 43,3 атм, что обеспечивало мощность в 121 000 л. с. С одного борта в отсеке находились два котла, с другого — турбозубчатый агрегат, вращавший собственный вал. Такая схема повышала живучесть СУ, за счёт того, что каждый отсек был автономным и не терял работоспособности при торпедном попадании в соседний отсек. Оборотной стороной применения данной схемы стало большое разнесение отсеков по длине, что привело к необходимости использования двух дымовых труб. Также чрезмерно длинными, несимметричными и тяжёлыми получились валы винтов. Несмотря на предпринятые усилия по статической и динамической балансировке винтов и валов, корабли имели серьёзные проблемы с продольной вибрацией.
Первоначально планировалась установка котлов со средними параметрами пара. Но по настоянию шефа Инженерного бюро флота, контр-адмирала Гарольда Дж. Боуена, были использованы высокотемпературные котлы высокого давления, подобные котлам на новых эсминцах — было принято давление пара 40,43 атм (600 psi) при 454,4°С(850°F), против 21 атм и 300°С на крейсерах и 28 атм и 342°С на авианосцах типа «Энтерпрайз», благодаря чему количество котлов было сокращено до восьми. Трёхколлекторный котёл типа «экспресс» фирмы «Бабкок и Уилкокс» имел по две форсунки, два дымохода и пароперегреватель обычного типа. Котлы имели систему точного контроля за перегревом пара. При использовании термопар вместо ртутных термометров появилась возможность регулировать температуру на выходе с точностью до одного градуса. Корпус котла был двухслойным, что позволяло уменьшить шумность и подогревать воздух на входе в форсунки. При использовании такой схемы стал ненужным искусственный наддув котельных помещений и персонал в них работал при нормальном давлении. В каждом отсеке кроме двух котлов находилось четыре агрегата наддува с турбинным приводом.
Турбозубчатый агрегат фирмы «Дженерал Электрик» оснащался турбинами импульсного типа и состоял из единого блока из четырёх турбин. Турбина высокого давления была совмещена с турбиной крейсерского хода. Турбина низкого давления была совмещена в одном корпусе с турбиной заднего хода мощностью 8000 л. с. Ротор турбины высокого давления имел 12 ступеней лопаток; максимальная скорость вращения ротора составляла 5905 об/мин. Турбина низкого давления имела 6 ступеней с максимальной скоростью 4937 об/мин, турбина заднего хода — 3 ступени и 3299 об/мин.
На этапе проектирования для снижения оборотов от турбины к винту были приняты двухступенчатые планетарные редукторы. Их использование стало возможным благодаря прогрессу в технологиях в 1930-х годах. Рассматривавшийся вариант одноступенчатого редуктора имел бо́льшие габариты и вес. А использование турбоэлектрической силовой установки хотя и давало возможность более гибкого выбора режимов работы и обеспечивало лучшую компоновку установки, приводило к значительному росту её массы. У авианосцев типа «Лексингтон» её относительная масса составила 35,03 кг / л. с. У новых линкоров этот параметр был улучшен до 27,21 кг / л. с. при общей массе силовой установки в 3339 т.
При постройке внутренние винты были четырёхлопастными, а внешние — трёх. Но при первых пробегах «Норт Кэролайн» в июне 1941 года были обнаружены серьёзные проблемы. При достижении мощности в 70 000 л. с. появлялась сильная продольная вибрация и испытания пришлось прервать при мощности 90 000 л. с. и скорости порядка 23 узлов. Ситуация требовала срочного исправления. Ряд экспертов рекомендовал ограничить скорость новых кораблей 23 узлами, но это делало бы невозможным их использование совместно с авианосцами. 24 июня секретарь флота Нокс предложил усилить фундаменты турбоагрегатов, крепления валов и уменьшить диаметр винтов. Руководитель опытового бассейна имени Тэйлора в июле 1941 года на конференции в Филадельфии предложил сделать внутренние винты пятилопастными, а внешние — четырёх. На «Норт Кэролайн» установили внешние четырёхлопастные винты диаметром 4,99 м, вместо прежних 5,26-метровых. 3 августа 1941 года на испытаниях корабль развил мощность 123 850 л. с. при водоизмещении 44 400 дл. т. В декабре 1941 года, после замены на четырёх- и пятилопастные винты «Вашингтон» развил 121 00 л. с. и при 195 оборотах показал скорость 25,9 узла с водоизмещением 42 000 дл. т. Но эти меры лишь частично решили проблему. Вибрация кормового дальномера всё равно была слишком сильной, делая стрельбу невозможной. Пришлось делать дополнительные подкрепления турбин, валов и кормовой надстройки и продолжить эксперименты с винтами. Из-за интенсивного использования линкоров работы затянулись и весь комплекс работ на «Вашингтоне» был завершен только к апрелю 1944 года во время ремонта на верфи Пьюджет Саунд. Но даже после всех этих мер уровень вибрации на скоростях от 17 до 20 узлов признавался чрезмерным.
Обычный полный запас нефти в 5550 дл. т обеспечивал дальность хода в 13 500 миль на 15 узлах, 8640 на 20-ти, 4925 на 25-ти и 3456 на 27 узлах. При максимально теоретически возможном запасе в 7554 дл. т. эти цифры увеличивались до 18 375 (на 15 узлах), 11 800 (20), 6700 (25), 4698 (27). При отработанной практике дозаправки в море, это обеспечивало новым линкорам потрясающую автономность.
Напряжение в бортовой сети переменного тока составляло 450 В. В отсеках главных механизмов стояло четыре турбогенератора мощностью по 1250 кВт. Кроме них устанавливались четыре дизель-генератора по 850 кВт и два аварийных по 200 кВт. Дизель-генераторы располагались в отделении под носовой надстройкой и за кормовой башней главного калибра.

## Проекты послевоенной модернизации
В мае 1954 года кораблестроительным бюро был разработан план модернизации линкоров типа «Норт Кэролайн». Предлагалось установить двадцать четыре 76-мм 50-калиберных зенитных орудий с управлением шестью директорами Mark 56. Линкор водоизмещением в 35 000 тонн идеально подходил для сопровождения авианосных групп. Но скорости в 27 узлов было недостаточно. Озвучивалось предложение поднять максимальную скорость «Норт Кэролайн» на четыре узла — до 31. Это потребовало бы установки новой силовой установки мощностью 240 000 л. с. При условии уменьшения водоизмещения за счет снятия броневых плит внешнего главного пояса потребная мощность снижалась до 216 000 л. с. Без учёта затрат по активации кораблей, простоявших 10 лет в резерве, ориентировочная стоимость модернизации составила бы $40 млн.
Расчеты показали, что при условии снижения полного водоизмещения до 41 200 тонн потребная мощность составляла 210 000 л. с. Энергетическая установка подобной мощности (212 тыс. л. с.) ставилась на линкоры типа «Айова». Она подходила по весу, но занимала гораздо больший объём. На «Норт Кэролайн» силовая установка занимала объём 53,5×21,3×7,3 м, на «Айове» — 78×22×7,9 м. Даже при условии снятия третьей башни главного калибра такой объём высвободить было невозможно. К тому же винты на «Айове» имели диаметр 5,8 м. Для установки винтов большего диаметра на «Норт Кэролайн» необходимо было бы перестроить кормовую часть. Эти обстоятельства и финансовые соображения привели к отказу от проекта модернизации.
Рассматривался также проект модернизации «Норт Кэролайн» в вертолетоносец. Скорость оставалась той же. Устанавливались 16 76-мм орудий в спаренных установках. Снимались все 406-мм и 127-мм орудия. При этом носовая башня оставлялась для сохранения остойчивости. Корабль мог нести 28 вертолётов, 1880 морских пехотинцев, груз в 540 т и 760 000 л горючего. Срок службы составил бы 15-20 лет при стоимости ежегодного обслуживания в $440 тыс. Цена самой модернизации оценивалась в $30 790 000. Это было выше стоимости постройки специализированного вертолетоносца, поэтому от этого проекта модернизации также отказались.

## Строительство и эксплуатация
| Название                         | Судоверфь                 | Закладка        | Спуск на воду | Принятие на вооружение | Судьба                                  |
| -------------------------------- | ------------------------- | --------------- | ------------- | ---------------------- | --------------------------------------- |
| Северная Каролина North Carolina | Нью-Йоркская верфь        | 27 октября 1937 | 13 июня 1940  | апрель 1941            | снят с вооружения в 1960, корабль-музей |
| Вашингтон Washington             | верфь флота в Филадельфии | 14 июня 1938    | 1 июня 1940   | май 1941               | снят с вооружения в 1960, пущен на слом |

### ВВ-55 «Норт Кэролайн»
Заказ на постройку линкора «Норт Кэролайн» получила военно-морская верфь Нью-Йорка. Киль был заложен 27 октября 1937 года, спуск на воду состоялся 13 июня 1940 года. «Крёстной матерью» была Изабель Хоуи, дочь губернатора штата Северная Каролина. Из-за проблем с вибрациями пришлось проводить замену винтов. Испытания затянулись, а так как они проводились в гавани Нью-Йорка, жители выходили поглазеть на него, и линкор получил прозвище «шоубот».
6 декабря на нём поднял свой флаг командующий 6-й дивизией линкоров контр-адмирал Дж. У. Уилкокс. После нападения на Перл-Харбор «Норт Каролина» была запланирована к отправке на Тихий океан. Но до весны 1942 года линкор занимался боевой подготовкой в Атлантике и на Тихий океан прибыл только 10 июня. Линкор вошёл в состав прикрытия авианосца «Энтерпрайз». 7 августа соединение вместе с авианосцами «Уосп» и «Саратога» занималось прикрытием высадки американских войск на Гуадалканале. 24 августа «Норт Кэролайн» вместе с соединением «Энтерпрайза» приняла участие в битве с японскими авианосцами — в сражении у восточных Соломоновых островов. Во время боя линкор занимался обеспечением ПВО, предположительно сбив при этом от 7 до 14 самолётов. 15 сентября 1942 года американские авианосцы занимались прикрытием конвоя, доставлявшего подкрепления и припасы на Гуадалканал. Залп японской подлодки I-19 пустил на дно авианосец «Уосп», а одна из торпед угодила в «Норт Кэролайн». Линкор ушёл в Пёрл-Харбор, где занимался ремонтом до начала следующего года.
Весь 1943 год линкор прикрывал войсковые конвои в восточной и юго-восточной части Тихого океана. С марта по апрель и в сентябре прошёл ремонт и модернизацию в Пёрл-Харборе. В ноябре прикрывал авианосец «Энтрепрайз» при нанесении удара по островам Гилберта. В декабре вошёл в охранение авианосца «Банкер Хилл» во время рейда на Кавиенг в Новой Ирландии. В январе 1944 года вошёл в состав быстроходного авианосного соединения TF.58. Участвовал в операциях по захвату островов Кваджалейн, Намюр, Рои, Трук, Марианских островов, сражении в Филииппинском море. Затем принимал участие в финальных битвах на Тихом океане — захвате Лейте, рейдов против Формозы, островов Рюкю и Хонсю. Осуществлял прикрытие высадки на Иводзиму и обстрелы побережья японских островов, заслужив за время войны 12 боевых звезд.
27 июня 1947 выведен из боевого состава и поставлен на консервацию в Нью-Йорке. 1 июня 1960 года исключен из списков флота и 6 сентября 1961 года передан штату Северная Каролина. С 29 апреля 1962 года и по настоящее время стоит в качестве мемориала в Уилмингтоне.

### ВВ-56 «Вашингтон»
Заказ на постройку линейного корабля ВВ-56 был выдан верфи флота в Филадельфии. Закладка произошла 14 июня 1938 года на слипе № 3. Спущен на воду 1 июня 1940 года. «Крёстной» корабля стала Вирджиния Маршалл, потомок председателя Верховного суда Маршалла. Линкор был укомплектован экипажем 15 мая 1941 года. После нескольких месяцев учений вошёл в состав 6-й дивизии линкоров Атлантического флота. После вступления США в войну «Вашингтон» был переброшен в Скапа-Флоу для усиления британского флота. В переходе из Портленда с 26 марта по 4 апреля участвовали «Вашингтон», авианосец «Уосп», крейсера «Уичита» и «Тускалуза». Во время перехода 27 марта на борту «Вашингтона» произошёл инцидент — упал за борт и погиб командующий линейными силами атлантического флота адмирал Уилкокс. С 28 апреля по 5 мая «Вашингтон» входил в дальнее прикрытие арктического конвоя PQ-15. Во время похода получил повреждение от взрыва глубинных бомб тонущего эсминца «Панджаби». Ремонтировался на плаву в Хваль-фьорде (Исландия). С 1 по 6 июля прикрывал конвой PQ-17. С 21 июля по 23 августа прошёл ремонт в Нью-Йорке. Перешёл на Тихий океан и 15 сентября включен в состав TF.17.
В ночь на 15 ноября в составе TF.64 принял участие в ночном бою у Гуадалканала. Американское соединение в составе «Вашингтона», линкора «Саут Дакота» и четырёх эсминцев встретилось в бою с японским соединением в составе линкора, четырёх крейсеров и 9 эсминцев. «Вашингтон» практически в упор расстрелял японский линкор «Кирисима», ведя огонь по данным, получаемым с радиолокационной станции.
В начале 1943 года «Вашингтон» продолжал действовать в районе Соломоновых островов. В июне-июле прошёл ремонт в Пёрл-Харборе, после чего был придан быстроходному авианосному соединению TF.58. В его составе в конце 1944 года принял участие в рейде на Маршалловы острова, обстреле Науру. В январе 1944 бомбардировал атоллы Тароа и Кваджалейн. 1 февраля столкнулся с линкором «Индиана», ремонт — 3 месяца.
Летом 1944 года в составе TF.58 участвовал в захвате Марианских островов и сражении в Филиппинском море. В конце войны участвовал в высадке на Иводзиму, рейде против японских островов, вёл обстрелы позиций на Окинаве. В июле 1945 года прошёл ремонт на верфи в Пьюджет-саунд и 2 сентября успел поучаствовать в церемонии подписания капитуляции Японии в Токийском заливе.
17 октября прибыл в Филадельфию. В рамках операции «Мэджик Карпет» в ноябре-декабре 1945 года вывез из Великобритании 1664 демобилизованных военнослужащих. Всего за время войны получил 13 боевых звёзд. 27 июня 1947 года выведен в резерв. 1 июня 1960 исключен из списков флота и 24 мая 1961 года продан на слом.
|  |  |  |

## Оценка проекта
| Расчётные показатели бронепробиваемости в мм американской брони класса «A» — борт / класса «B» — палуба, на дистанции | Расчётные показатели бронепробиваемости в мм американской брони класса «A» — борт / класса «B» — палуба, на дистанции | Расчётные показатели бронепробиваемости в мм американской брони класса «A» — борт / класса «B» — палуба, на дистанции | Расчётные показатели бронепробиваемости в мм американской брони класса «A» — борт / класса «B» — палуба, на дистанции | Расчётные показатели бронепробиваемости в мм американской брони класса «A» — борт / класса «B» — палуба, на дистанции | Расчётные показатели бронепробиваемости в мм американской брони класса «A» — борт / класса «B» — палуба, на дистанции | Расчётные показатели бронепробиваемости в мм американской брони класса «A» — борт / класса «B» — палуба, на дистанции | Расчётные показатели бронепробиваемости в мм американской брони класса «A» — борт / класса «B» — палуба, на дистанции | Расчётные показатели бронепробиваемости в мм американской брони класса «A» — борт / класса «B» — палуба, на дистанции | Расчётные показатели бронепробиваемости в мм американской брони класса «A» — борт / класса «B» — палуба, на дистанции |
| Линкор | Орудие | 0 км | 5 км | 10 км | 15 км | 20 км | 25 км | 30 км | 35 км |
| --- | --- | --- | --- | --- | --- | --- | --- | --- | --- |
| «Ришельё» | 380 mm/45 Modèle 1935                                                                                                 | 935 | 779/19 | 630/38 | 514/57 | 421/78 | 355/98 | 301/136 | 259/217 |
| «Кинг Джордж» | 14″/45 Mk VII | 800 | 677/19 | 565/36 | 477/57 | 405/76 | 353/102 | 277/152 | 190/314 |
| «Вэнгард» | 15″/42 Mk I/N | 866 | 728/20 | 604/39 | 507/60 | 428/82 | 368/115 | 280/180 | |
| «Бисмарк» | 38 cm/47 SKC/34 | 894 | 747/18 | 622/35 | 518/53 | 431/69 | 356/89 | 293/129 | 240/195 |
| «Витторио Венетто» | 38,1 cm/50 Ansaldo 1934                                                                                               | 904 | 783/18 | 670/34 | 573/52 | 488/69 | 428/89 | 373/116 | 311/187 |
| «Норт Кэролайн» | 16″/45 Mk 6 | 770 | 661/23 | 560/49 | 479/73 | 413/102 | 354/139 | 296/243 | |

Линкоры типа «Норт Кэролайн» стали первыми американскими линкорами, построенными после долгих «линкорных каникул». Цикл их проектирования оказался самым длительным, а количество рассмотренных вариантов — самым большим в истории американского линкоростроения. Первоначально линкоры проектировались под ограничения Лондонского морского соглашения — максимальный калибр орудий не более 356 мм, максимальное водоизмещение не более 35 000 длинных тонн. После отказа Японии ратифицировать договор вновь обрели силу условия предыдущего Вашингтонского соглашения — 406 мм и 35 000 длинных тонн. Возможная замена калибра изначально учитывалась при проектировании, поэтому переход на 406-мм орудия произошёл относительно безболезненно, однако бронирование изменить на этом этапе уже было невозможно. В силу этого линкоры типа «Норт Кэролайн» получились по американским меркам не сбалансированными — их броневая защита не соответствовала главному калибру орудий. Зона свободного маневрирования против 356 мм орудий лежала в диапазоне от 100 до 154 кбт, однако против 406-мм орудий она становилась совсем не адекватной — ЗСМ сужалась до диапазона 116—130 кабельтовых.
В американском флоте была принята концепция сверхтяжёлого снаряда с относительно малой начальной скоростью. Американские теоретики считали, что в хороших погодных условиях Тихого океана бои будут вестись на больших дистанциях, и, таким образом, снаряды должны были поражать палубы. В этих условиях более эффективным становился тяжёлый и относительно медленный снаряд. Он быстрее замедлялся и падал на палубу под бо́льшим углом, за счёт чего повышалась бронепробиваемость. Снаряды флотов европейских государств в сравнении с американскими обладали меньшей массой и большей начальной скоростью. Это обеспечивало им лучшую бронепробиваемость вертикальной брони на малых дистанциях, однако палубы они пробивали значительно хуже. Система управления артиллерийским оружием была на высоком уровне. После того, как за годы войны американцы смогли доработать артиллерийские радары, СУАО многими специалистами признавалась лучшей в мире. Американские линкоры, оснащённые тяжёлыми снарядами, проламывающими палубы, и совершенной СУАО, становились грозным противником для любого современного им линкора.
Американские линкоры получили очень мощную батарею из двадцати 127-мм универсальных орудий. В годы второй мировой войны артиллерийские дуэли кораблей стали редкостью. Самолёты, особенно на Тихом Океане, стали более грозным оружием. Гораздо чаще американские линкоры стали использовать как основу ордера ПВО авианосных соединений. Поэтому хорошая защищенность и мощная дальнобойная батарея 127-мм орудий стали большим плюсом. Большое водоизмещение позволило вместо неудачных 28-мм «чикагских пианино» разместить на линкорах многочисленные 20-мм и 40-мм автоматы. Если добавить к этому постоянно совершенствовавшуюся систему управления артиллерийским огнём, то становится понятным, почему зенитное вооружение американских линкоров считалась одним из лучших в мире.
Противоторпедная защита американских кораблей была довольно скромной. Её эффективность сильно зависела от глубины — расстояния от борта до внутренней противоторпедной переборки. Глубина ПТЗ по миделю для «Норт Кэролайн» составляла 5,64 м, что было больше чем 4,11 м у британского «Кинг Джордж V» . Тем не менее, эта величина значительно уступала 7 м французского «Ришельё» и рекордным 7,57 м итальянского «Литторио». Средние, если не сказать посредственные, показатели ПТЗ явились причиной того, что 15 сентября 1942 года «Норт Кэролайн» фактически была выведена из строя в результате единственного торпедного попадания.
| Сравнительные ТТХ линкоров постройки 1930—1940-х гг. |                           |                      |                                 |                                 |                                 |
| характеристики                                       | «Норт Кэролайн»           | «Кинг Джордж V»      | «Бисмарк»                       | «Литторио»                      | «Ришельё»                       |
| Страна                                               | Соединённые Штаты Америки | Великобритания       | Нацистская Германия             | Королевство Италия (1861—1946)  | Франция                         |
| Водоизмещение стандартное/полное, т                  | 37 486/44 379             | 36 727/42 076        | 41 700/50 900                   | 40 724/45 236                   | 37 832/44 708                   |
| Артиллерия главного калибра                          | 3×3 — 406-мм/45           | 2×4, 1×2 — 356-мм/45 | 4×2 — 380-мм/47                 | 3×3 — 381-мм/50                 | 2×4 — 380-мм/45                 |
| Вспомогательная артиллерия                           | 10×2 — 127-мм/38          | 8×2 — 133-мм/50      | 6×2 — 150-мм/55 8×2 — 105-мм/65 | 4×3 — 152-мм/55 12×1 — 90-мм/50 | 3×3 — 152-мм/55 6×2 — 100-мм/45 |
| Зенитная артиллерия                                  | 4×4 — 28-мм               | 4×8 — 40-мм/40       | 8×2 — 37-мм 12×1 — 20-мм        | 8×2 и 4×1 — 37-мм 8×2 — 20-мм   | 4×2 — 37-мм 4×4 и 2×2 — 13,2-мм |
| Главный броневой пояс, мм.                           | 305                       | 356 — 381            | 320                             | 70 + 280                        | 330                             |
| Бронирование палубы, мм                              | 37 + 140                  | 25 + 127...152       | 50...80 + 80...95               | 45 + 90...162                   | 150...170 + 40                  |
| Бронирование башен ГК, мм.                           | 406 — 178                 | 324 — 149            | 360 — 130                       | 350 — 150                       | 430 — 170                       |
| Бронирование боевой рубки, мм                        | 406 — 373                 | 114 — 76             | 350 — 220                       | 260                             | 340                             |
| Энергетическая установка, л. с.                      | 121 000                   | 110 000              | 138 000                         | 130 000                         | 150 000                         |
| Максимальная скорость, узлы                          | 27,5                      | 28,5                 | 29                              | 30                              | 31,5                            |

## Использованная литература и источники
1. ↑  Сулига, Норт Кэролайн, 1998, с. 7.
2. ↑  Сулига, Норт Кэролайн, 1998, с. 8.
3. ↑  Friedman, US Battleships, 1985, p. 244.
4. ↑  Friedman, US Battleships, 1985, p. 244—248.
5. ↑  Friedman, US Battleships, 1985, p. 248.
6. ↑  Friedman, US Battleships, 1985, p. 248—250.
7. ↑  Сулига, Норт Кэролайн, 1998, с. 10.
8. ↑  Friedman, US Battleships, 1985, p. 250—252.
9. ↑  Friedman, US Battleships, 1985, p. 252—253.
10. ↑  Friedman, US Battleships, 1985, p. 256—257.
11. 1 2  Friedman, US Battleships, 1985, p. 257.
12. ↑  Dulin, Garzke, US Battleships, 1995, p. 356.
13. ↑  Friedman, US Battleships, 1985, p. 257—259.
14. 1 2 3  Friedman, US Battleships, 1985, p. 259.
15. ↑  Сулига, Норт Кэролайн, 1998.
16. ↑  Friedman, US Battleships, 1985, p. 260—261.
17. ↑  Сулига, Норт Кэролайн, 1998, с. 14.
18. ↑  Friedman, US Battleships, 1985, p. 261.
19. 1 2  Friedman, US Battleships, 1985, p. 262.
20. ↑  Сулига, Норт Кэролайн, 1998, с. 15.
21. ↑  Friedman, US Battleships, 1985, p. 263.
22. 1 2  Friedman, US Battleships, 1985, p. 265.
23. 1 2 3  Friedman, US Battleships, 1985, p. 266.
24. 1 2  Friedman, US Battleships, 1985, p. 268.
25. ↑  Friedman, US Battleships, 1985, p. 265—266.
26. ↑  Friedman, US Battleships, 1985, p. 270.
27. ↑  Friedman, US Battleships, 1985, p. 271.
28. 1 2 3 4  Сулига, Норт Кэролайн, 1998, с. 23.
29. 1 2  Friedman, US Battleships, 1985, p. 269.
30. ↑  Сулига, Норт Кэролайн, 1998, с. 24.
31. 1 2  Сулига, Норт Кэролайн, 1998, с. 22.
32. 1 2 3 4 5 6 7  Сулига, Норт Кэролайн, 1998, с. 30.
33. ↑  Сулига, Норт Кэролайн, 1998, с. 30—31.
34. 1 2  Сулига, Норт Кэролайн, 1998, с. 25.
35. ↑  Сулига, Норт Кэролайн, 1998, с. 26.
36. 1 2  Сулига, Норт Кэролайн, 1998, с. 27.
37. 1 2 3  Сулига, Норт Кэролайн, 1998, с. 28.
38. 1 2 3  Сулига, Норт Кэролайн, 1998, с. 29.
39. ↑  DiGiulian, Tony. United States of America 16"/45 (40.6 cm) Mark 6 (англ.). сайт navweaps.com. — Описание орудия 16"/45 Mark 6. Дата обращения: 4 декабря 2014. Архивировано 14 августа 2011 года.
40. ↑  Campbell, Naval Weapons WW2, 2002, p. 117.
41. ↑  DiGiulian, Tony. United States of America 5"/38 (12.7 cm) Mark 12 (англ.). сайт navweaps.com. — Описание орудия 5"/38 Mark 12. Дата обращения: 4 декабря 2014. Архивировано 21 сентября 2007 года.
42. ↑  Campbell, Naval Weapons WW2, 2002, p. 139.
43. ↑  DiGiulian, Tony. Sweden Bofors 40 mm/60 (1.57") Model 1936 --- United States of America 40 mm/56 (1.57") Mark 1, Mark 2 and M1 (англ.). сайт navweaps.com. — Описание орудия 40 mm/56 Mark 1. Дата обращения: 4 декабря 2014. Архивировано 26 июня 2015 года.
44. ↑  Campbell, Naval Weapons WW2, 2002, p. 147.
45. ↑  DiGiulian, Tony. United States of America 1.1"/75 (28 mm) Mark 1 and Mark 2 (англ.). сайт navweaps.com. — Описание орудия 28 mm Mark 1. Дата обращения: 4 декабря 2014. Архивировано 14 февраля 2015 года.
46. ↑  Campbell, Naval Weapons WW2, 2002, p. 151.
47. ↑  DiGiulian, Tony. Switzerland Oerlikon 20 mm/70 (0.79") Mark 1 --- United States of America 20 mm/70 (0.79") Marks 2, 3 & 4 (англ.). сайт navweaps.com. — Описание орудия 20 mm Mark 1 (Oerlikon). Дата обращения: 4 декабря 2014. Архивировано 27 июня 2015 года.
48. ↑  Campbell, Naval Weapons WW2, 2002, p. 152.
49. ↑  Сулига, Норт Кэролайн, 1998, с. 31.
50. 1 2 3 4 5 6  Сулига, Норт Кэролайн, 1998, с. 32.
51. 1 2  Dulin, Garzke, US Battleships, 1995, p. 64.
52. 1 2 3 4  Сулига, Норт Кэролайн, 1998, с. 33.
53. 1 2 3  Сулига, Норт Кэролайн, 1998, с. 34.
54. 1 2  Dulin, Garzke, US Battleships, 1995, p. 59.
55. 1 2  Dulin, Garzke, US Battleships, 1995, p. 57.
56. ↑  Dulin, Garzke, US Battleships, 1995, p. 58.
57. ↑  Friedman, US Battleships, 1985, p. 274.
58. ↑  Friedman, US Battleships, 1985, p. 275.
59. ↑  Dulin, Garzke, US Battleships, 1995, p. 65.
60. ↑  Friedman, US Battleships, 1985, p. 397.
61. ↑  Friedman, US Battleships, 1985, pp. 397—398.
62. ↑  Friedman, US Battleships, 1985, p. 401.
63. 1 2 3 4 5 6 7 8  Линкоры Второй мировой, 2005, с. 169.
64. ↑  Dulin, Garzke, US Battleships, 1995, p. 35.
65. ↑  Dulin, Garzke, US Battleships, 1995, p. 38.
66. 1 2  Линкоры Второй мировой, 2005, с. 168.
67. ↑  Dulin, Garzke, US Battleships, 1995, p. 39.
68. 1 2  Dulin, Garzke, US Battleships, 1995, p. 41.
69. ↑  Dulin, Garzke, US Battleships, 1995, p. 44.
70. ↑  Dulin, Garzke, US Battleships, 1995, p. 46.
71. ↑  Dulin, Garzke, US Battleships, 1995, p. 47.
72. ↑  Линкоры Второй мировой, 2005, с. 247.
73. 1 2 3 4  Чаусов, Саут Дакота, 2005, с. 4.
74. ↑  Чаусов, Саут Дакота, 2005, с. 26.
75. ↑  Кофман, Кинг Джордж, 1997, с. 14.
76. ↑  Линкоры Второй мировой, 2005, с. 245—250.
77. ↑  Линкоры Второй мировой, 2005, с. 156.
78. ↑  Линкоры Второй мировой, 2005, с. 59.
79. ↑  Линкоры Второй мировой, 2005, с. 84.
80. ↑  Линкоры Второй мировой, 2005, с. 102.
81. ↑  Линкоры Второй мировой, 2005, с. 196.